# Heilig Kreuz (Mindelaltheim)
Heilig Kreuz (Unseres Herrn Ruh) ist eine römisch-katholische Wallfahrts- und Friedhofskirche in Mindelaltheim, im bayerisch-schwäbischen Landkreis Günzburg. Die Geschichte des Sakralbaus geht zurück auf die Aufstellung eines Kruzifixes im Jahr 1604, welche die Entstehung eines Pilgerortes und die damit verbundene Errichtung eines Kirchengebäudes 1698 zur Folge hatte. Die heutige Gestalt des kreuzförmigen Gotteshauses ist Ergebnis einer Umgestaltung bzw. Erweiterung durch den Rokoko-Baumeister Joseph Dossenberger d. J. 1753–54. Das zu dieser Zeit gefertigte, 29-teilige Freskenprogramm stammt vom Günzburger Maler Anton Enderle. Die Geschichte der Kirche während der letzten zwei Jahrhunderte war geprägt von Perioden der Baufälligkeit und Schließung, wie auch von einer grundlegenden Renovierung in den Jahren 1986–1990. Das Denkmal ist eines von 28 durch die Haager Konvention geschützten Kulturgütern des Landkreises.
Im Chor befindet sich eine achtteilige Kreuzigungsgruppe, deren älteste Figuren in die erste Hälfte des 17. Jahrhunderts datiert werden. Kunsthistorisch beachtenswert ist außerdem eine spätgotische Sitzmadonna mit Jesuskind.

## Bezeichnung

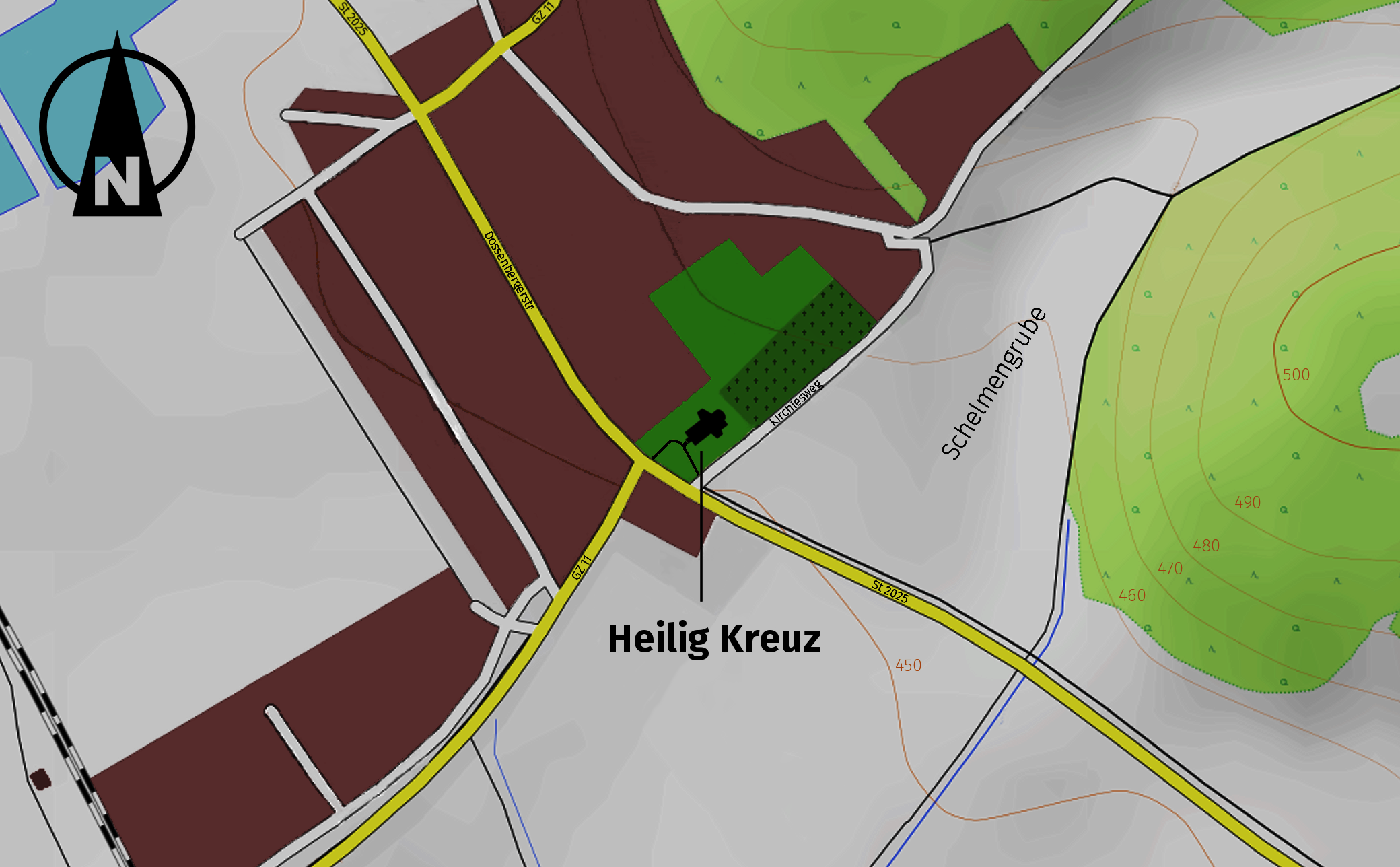
Kartenausschnitt, der die geographische Lage der Heilig-Kreuz-Kirche veranschaulicht. Die roten Felder symbolisieren bebaute Flächen des Ortes Mindelaltheim.

Der Kirchenname „zum heil[igen] Kreuz“ oder „Heilig Kreuz“ lässt sich in Schriftstücken seit dem 19. Jahrhundert finden. Vereinzelt, nämlich für das Jahr 1785, ist jedoch auch der Titel „beim heiligen Kreuz auf unsers Herrn Wiesen“, dokumentiert. Laut einem Sterbebuch von 1710 wurde der Wallfahrtsort zu dieser Zeit offenbar als „Kirche zu Herrgott Ruhe [sic]“ bezeichnet. Diese Widmung erscheint als Beinamen „Unseres Herrn Ruh“ beziehungsweise „Ruhe“ auch in einigen neueren Publikationen. Das Gotteshaus wird im Volksmund mittels des schwäbischen Diminutivs Kirchle genannt. Hiervon leitet sich auch der Name des Kirchlesweges ab, der südlich des Sakralbaus verläuft. Obwohl es sich bei diesem um eine Kirche im Sinne des kanonischen Rechts handelt, wird er bisweilen als Kapelle aufgeführt.

## Lage
Die ungefähr nach Nordosten ausgerichtete Kirche befindet sich am südlichen Ortsrand des Dorfes Mindelaltheim am Fuße eines Hügels, der sich an ein bewaldetes Tal, die Schelmengrube, anschmiegt. „Früher“ stand Heilig Kreuz völlig alleine. Das Gotteshaus lag an der Kreuzung des so genannten Mühlweges, der sich von Dürrlauingen zur Riedmühle erstreckte, sowie der Straße nach Mehrenstetten bzw. Konzenberg. Diese besteht noch immer, allerdings mit geänderter Streckenführung. Heute vereinigt sie sich südwestlich des Rokokobaus als Staatsstraße 2025 mit der auf Dossenbergerstraße getauften Kreisstraße GZ 11. Darüber hinaus grenzt im Nordosten der 1966 angelegte Friedhof des Ortes an die Kirche.

## Geschichte

### Anfänge seit dem 16. bzw. 17. Jahrhundert
Laut einer Abhandlung aus dem Jahr 1910 des damaligen Mindelaltheimer Pfarrers ließ Anton Christoph von Rehlingen, Pfleger des Dominikanerinnenklosters St. Katharina in Augsburg, unter dessen Herrschaft Mindelaltheim damals stand, am 20. Mai 1604 „ein Andächtiges Kruzifix-Bild nebst Maria, Johannes und dem heiligen Dismas unter freiem Himmel“ am Rand der Schelmengrube aufstellen. Grund hierfür war die Sicherheit der Reisenden. Anton von Steichele spricht jedoch von „Bildern des gekreuzigten Heilandes und der beiden Schächer“. Dieser ersten Kreuzigungsgruppe wurden bald „wundertätige Eigenschaften“ zugeschrieben und wurde deshalb Ziel von Wallfahrern.
Es existiert jedoch eine Urkunde aus dem Jahr 1558, in welcher von Streitigkeiten der Gemeinden Mindelaltheim und Dürrlauingen berichtet wird, die eine Bildsäule am Mühlweg zum Gegenstand haben. Dies entspricht dem ungefähren Ort der von Anton von Rehlingen gestifteten Bildnisse, auch wenn die genaue Beziehung der zwei Überlieferungen im Unklaren verbleibt. Obgleich dieser Einordnungsproblematik fragt Bent Jörgensen nach dem Zusammenhang zwischen der Errichtung der Bildnisse mitsamt der entstehenden Wallfahrt, sowie den gescheiterten Versuchen 1544 und 1546 einen evangelischen Prediger in Mindelaltheim zu installieren. Die reformierte Reichsstadt Augsburg geriet hierbei in Konflikt mit dem Augsburger Bischof und dem römisch-deutschen König, dem die Markgrafschaft Burgau unterstand.

### Erweiterungen bis 1754
Spätestens 1614 wurde eine Überdachung, laut Steichele eine kleine Kapelle, durch Anna Ziegler, damals Priorin des Klosters, über die genannten Bildnisse gebaut. Ziegler stattete das neue Gebäude außerdem durch weitere Bilder aus. Im Auftrag des damaligen Mindelaltheimer Pfarrers Georg Bachmann erfolgte dann, vom 23. Januar bis 23. August 1698, eine Erweiterung desselben zu einer Kirche mit Langhaus und Chor, damit dort Messen gelesen werden konnten. Die Arbeiten erfolgten unter dem Vorarlberger Baumeister Jakob Albrecht (* 1670) aus Au, der unter anderem die Stiftskirche Obermedlingen miterbaute, und betrugen 280 Gulden und 28 Kreuzer. Bereits zu dieser Zeit existierte eine Bruderschaft in Zusammenhang mit Heilig Kreuz.
Bereits ein halbes Jahrhundert später musste die Kirche jedoch noch einmal vergrößert werden. Grund war unter anderem die große Zahl der Bruderschaftsmitglieder. Der Mindelaltheimer Pfarrer Franz Xaver Denkh betraute für 100 Gulden den damals 32-jährigen Wettenhausener Stiftsbaumeister Joseph Dossenberger, der den Schwäbischen Barockwinkel durch seine Tätigkeit maßgeblich prägen sollte. Die Arbeiten begannen am 16. Juni 1753 und endeten am 14. September des darauf folgenden Jahres, wobei sich die Kosten dieses Mal auf 1559 Gulden und 46 Kreuzer beliefen. Die Freskierung übernahm der Günzburger Maler Anton Enderle für 172 Gulden. Der Urheber der Stuckatur ist unbekannt, Dossenberger selbst könnte sie aber gestaltet haben. Obwohl die Baumaßnahmen bereits 1754 abgeschlossen werden konnten, erfolgte die Weihe erst am 17. September 1782 durch einen Augsburger Weihbischof.

### Erhaltungen und Renovierungen

#### Vom Ende des Alten Reichs bis zum Jahr 1986
| Auswahl an Reparaturen und Erneuerungen 1701–1907 | Auswahl an Reparaturen und Erneuerungen 1701–1907                                            |
| ------------------------------------------------- | -------------------------------------------------------------------------------------------- |
| 1701                                              | Beschädigung der Fenster durch ein Gewitter                                                  |
| Zweite Hälfte des 18. Jh.                         | Installation eines neuen Tabernakel, neuer Glocken und einer neuen Orgel                     |
| Mai 1819                                          | Neueindeckung des Kirchturms                                                                 |
| 1868                                              | Neueindeckung des Kirchturms                                                                 |
| 1883                                              | Reparatur der Orgel                                                                          |
| 1885                                              | Neueindeckung des Kirchturms                                                                 |
| 1895–96                                           | Ausbesserung an Mauerwerk, Dach und Turm                                                     |
| 1904                                              | Restauration von Malereien und Stuckwerk durch den Augsburger Maler Eugen Bartl              |
| 1907                                              | Erneuerung des Hochaltars durch Alois Haugg von Ottobeuren und Simon Hörmann von Babenhausen |

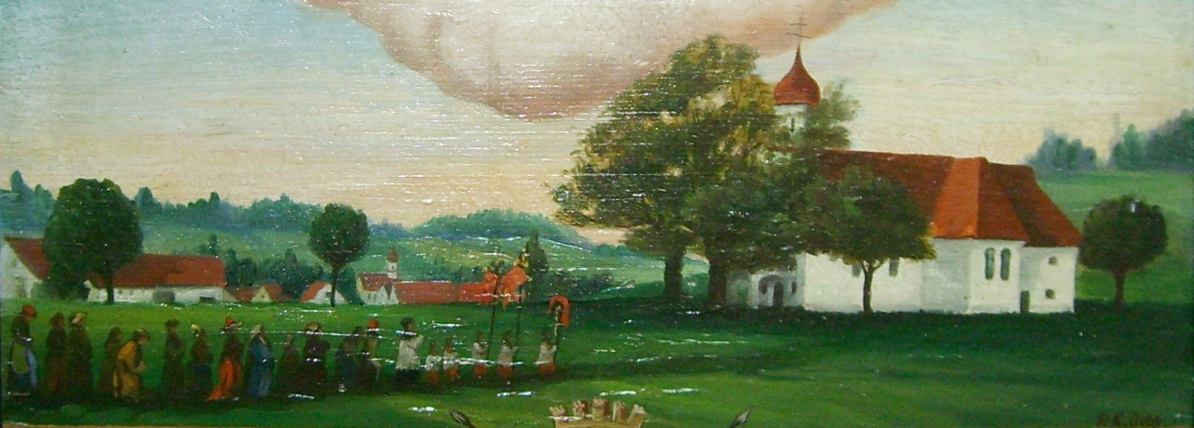
Lage der Kirche im Jahr 1915, wie ein Votivbild sie darlegt (siehe auch den Abschnitt zur Wallfahrt).

Während der Koalitionskriege brachen umherziehende, französische Soldaten mehrmals in die Heilig-Kreuz-Kirche ein. Den Aufzeichnungen des damaligen Mindelaltheimer Pfarrers Ignaz Steichele zufolge, wurde hierbei der leere Tabernakel mit Gewalt geöffnet, aber keine nennenswerten Diebstähle vorgenommen. Im Jahr 1780 wurden Bittprozessionen in der Diözese Augsburg verboten, trotzdem „blühten noch Wallfahrt und Bruderschaft“ Ende des 18. Jahrhunderts, so berichtet zumindest eine Kirchenchronik. Bereits 1806 sollte jedoch im Zuge der Säkularisation die Heilig-Kreuz-Kirche „als entbehrlich zum Vorteile der Pfarrkirchenstiftung“ abgerissen werden. Den Mindelaltheimern ist es zu verdanken, dass durch Aufbringen von 350 Gulden Schätzwert der Sakralbau zur Privatandacht an Sonn- und Feiertagen erhalten bleiben konnte. 1889 wurde das Gotteshaus – angeblich unrichtigerweise – wegen Baufälligkeit gesperrt. 1907 wollte der damalige Pfarrer die Wallfahrt durch Bau einer Lourdesgrotte wiederbeleben, er starb aber ehe er sein Vorhaben realisierte. Drei Jahre später beklagte sein Nachfolger, dass viele Ausstattungsgegenstände, welche in einem Inventar aus dem Jahr 1806 aufgelistet seien, verschwunden sind.

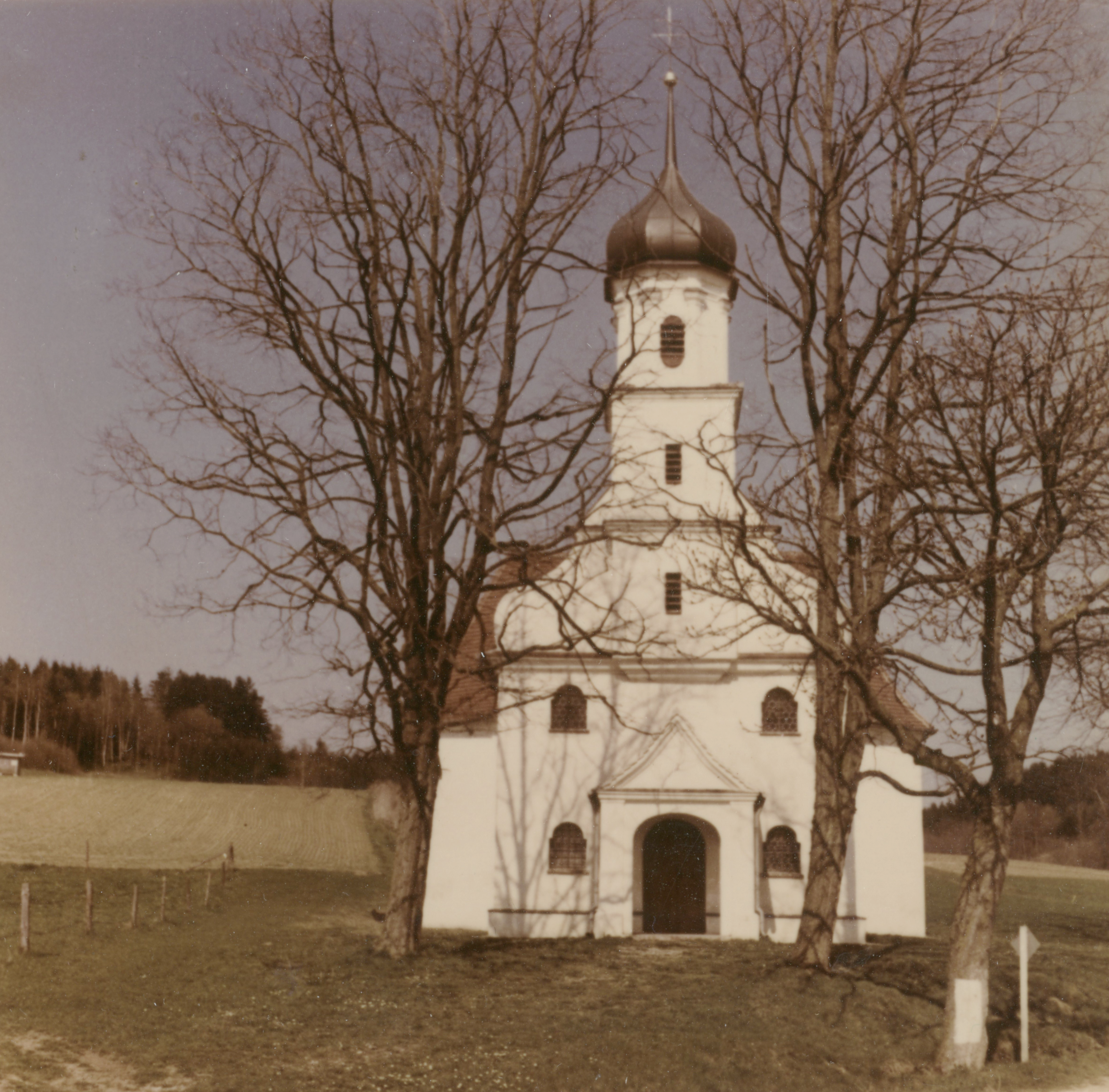
Die Heilig-Kreuz-Kirche wohl in den 1950er Jahren

Wegen Einsturzgefahr wurde die Kirche 1950 ein zweites Mal geschlossen. Bereits einige Monate zuvor schreibt der damalige Mindelaltheimer Pfarrer Max Rimmele in sein Tagebuch: „Sammlung für Kreuzkapelle […] Die Kapelle ist am Zerfallen: Dach kaputt, die Fensterscheiben völlig kaputt.“ Trotz Überlegungen die Kirche abzureißen oder als Leichenhalle umzufunktionieren, erfolgte 1953–54 eine einjährige Außenrenovierung und 1968 schließlich die Erneuerung des Innenraums.
Zwischen dem 17. Dezember 1979 und 9. Januar 1980 fanden in die Heilig-Kreuz-Kirche insgesamt drei Einbrüche statt, bei welchen ein Messkelch, ein Retabelgemälde, sowie vier Figuren entwendet wurden.

#### Seit der Renovierung von 1986
Bis zum Beginn der „sehr streng historische[n] Renovierung“ am 24. April 1986 diente die Kirche fast nur noch für Beerdigungsgottesdienste, der neue Friedhof von Mindelaltheim war 1966 nordwestlich des Sakralbaus angelegt worden. Zu dieser Zeit herrschte aber Feuchtigkeit im Mauerwerk, da eine Trockenlegung des Gemäuers fehlgeschlagen war. In der Sakristei wurde Schimmel entdeckt, die Fresken fielen teilweise von der Decke und das Dachgebälk drohte einzustürzen.
Die Arbeiten wurden durch eine zweimonatige Gebäudetrockenlegung mit partiellem Austausch des Fundamentes eingeleitet. Danach erfolgte beispielsweise die Verlegung eines Ziegelbodens, wie auch eine farbliche Umgestaltung der Innen- und Außenfassade. Unter der neuinstallierten Empore trennt ein Eisengitter den Westen des Langhauses vom Rest der Kirche ab. Außerdem wurde ein Teil der Ausstattungsgegenstände restauriert, sowie der moderne Tabernakel und Volksaltar im Chor platziert. Die Wiedereröffnung der Kirche erfolgte am 15. und 16. September 1990, zu welcher der Bischof von Augsburg Josef Stimpfle die Altarweihe vollzog. Die Koordinierung der Kirchenerneuerung, samt Öffentlichkeitsarbeit, übernahm ein Förderkreis. Für Renovierungen wurden von 1986 bis 2004 insgesamt 600.000 Euro investiert, davon fast ein Drittel aus Spenden.
Heute wird der Rokokobau in den Sommermonaten statt der Mindelaltheimer Pfarrkirche für Gottesdienste genutzt, da der fehlenden Heizung zu dieser Zeit keine Bedeutung zukommt. Eine Ausnahme bilden lediglich Beisetzungen, das Fest Allerheiligen und – aufgrund der thematischen Ausrichtung der Kirche – die Liturgie des Karfreitages.

## Architektur

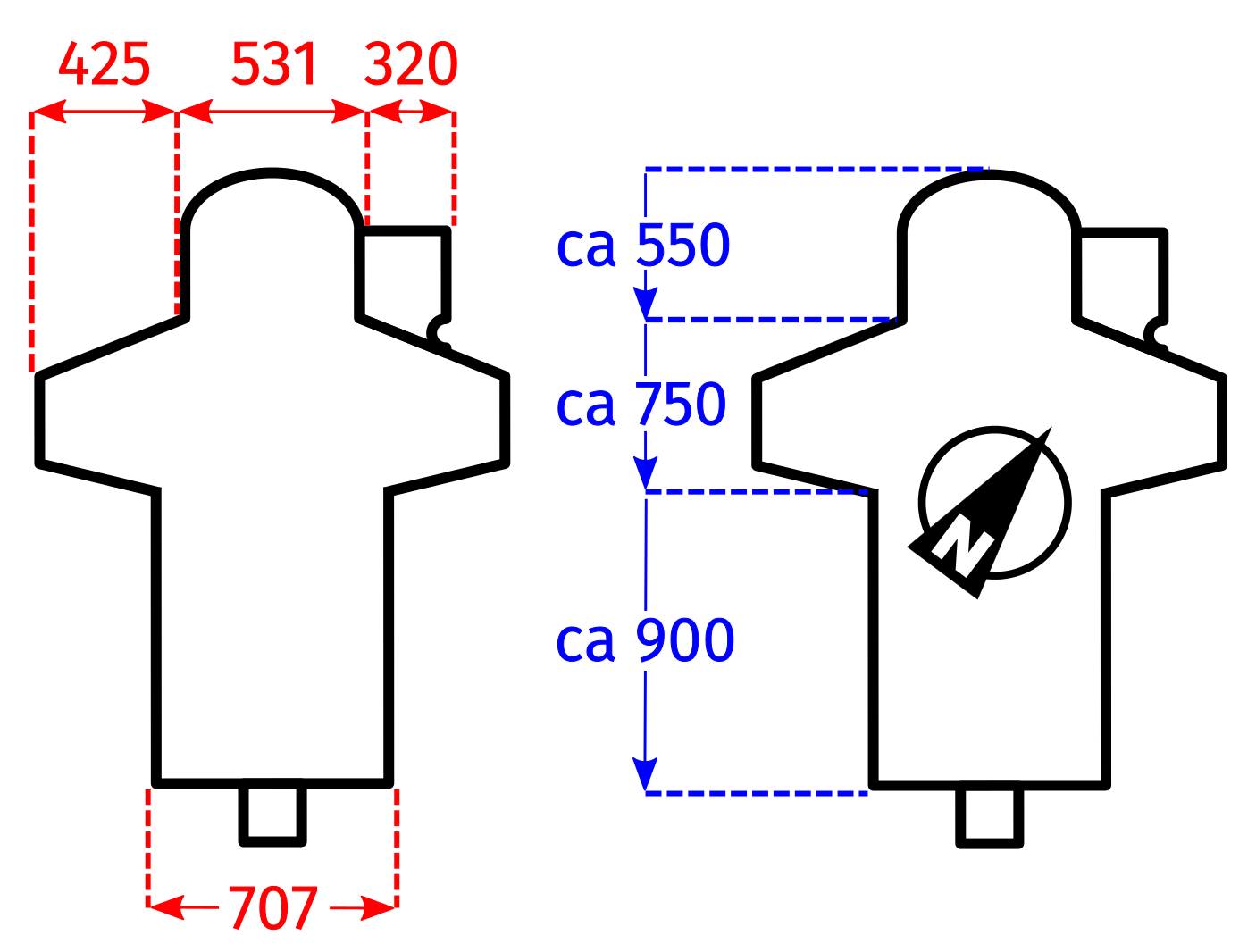
Die Heilig-Kreuz-Kirche mit Angaben zur Breite und Länge der Kirche in Zentimeter (Skizze nicht maßstabsgetreu)

### Baugeschichte und Gebäudeteile

Bauchronologie von 1698 bis 1754 nach Karl Bader

Das heutige Langhaus und der Giebelreiter im Westen entsprechen wahrscheinlich dem Kirchenbau von 1698. Der auf einem geschwungenen Giebel sitzende Turm besteht aus einem vier- und einem achteckigen Abschnitt – Letzterer mit Pilaster – sowie einer Zwiebelhaube, welche durch ein Doppelkreuz abgeschlossen wird.
Ein Vorzeichen im Westen überdeckt den Eingang zum Langhaus, der möglicherweise erst 1754 geschaffen wurde. Als einstufige Erhöhung bilden Ziegel die Unterlage des quadratischen Baus, der nach allen vier Seiten von Korbbögen geöffnet wird, so dass sich im Westen die hölzerne, zweiflügelige Kirchentüre einpasst. Aus der Fassade ragen Giebel- und Giebelfußgesimse hervor. Letztere befinden sich auf Höhe der Dachtraufe und sind im Osten ebenfalls durch Ziegel gedeckt, wo sie auch zwei Eckpilaster mit Sockel abschließen. 1953 oder 1954 wurden das Vorzeichen abgerissen und neu erbaut.
Dossenberger funktionierte bei Kirchenerweiterungen normalerweise die bereits bestehende Kirche als neuen Chorraum um und baute im Westen ein neues Langhaus an. Dies war in Mindelaltheim jedoch wegen der sumpfigen Bodenbeschaffenheit und der nach Konzenberg führenden Straße nicht möglich. Deshalb entstand nach Osten hin eine thematisch passende Kreuzesform, „die eine Sonderstellung unter den Kirchenbauten Dossenbergers“ einnimmt. Nach Abriss des alten Chores schloss er dem bestehenden, rechteckigen Langhaus eine ungefähr quadratische Vierung mit zwei dreiseitigen „geschmeidig modellierten“ Querarmen an. Die Vierung geht durch einen Korbbogen, der aus der Wand herausgeschnitten scheint, in den verengten Chor mit flachem Ovalschluss über. Dieser ist um eine konvex geformten Stufe im Vergleich zu den anderen Bauteilen erhöht. Ferner sind Querarme und Chor ungefähr gleich lang und erinnern somit an die Dreikonchenarchitektur der Gotik. Der Baumeister errichtete zusätzlich am südlichen Chor einen zweigeschossigen Anbau. Diese besitzt eine Maueröffnung zum Chor im Obergeschoss, sowie einen heute zugemauertem Zugang im Osten. Diese so genannte Eremitenwohnung wird heute als Sakristei genutzt.
Karl Bader zieht in Erwägung, Dossenberger könnte eine seit 1748 bestehende zwölfte Kreuzwegstation – die überdacht, mit einer Kreuzigungsgruppe östlich der Kirche stand – in seinen Erweiterungsbau als Chorschluss integriert haben. Da diese jedoch wohl nicht ganz parallel zum Altbau lag, ergaben sich Probleme hinsichtlich der Fundamentlegung und der Dachkonstruktion. Hinweise für die Hypothese sieht er unter anderem in Resten von Rankenmalereien, die nur im Bereich des Chors zu finden sind.

### Außenfassade und Dach

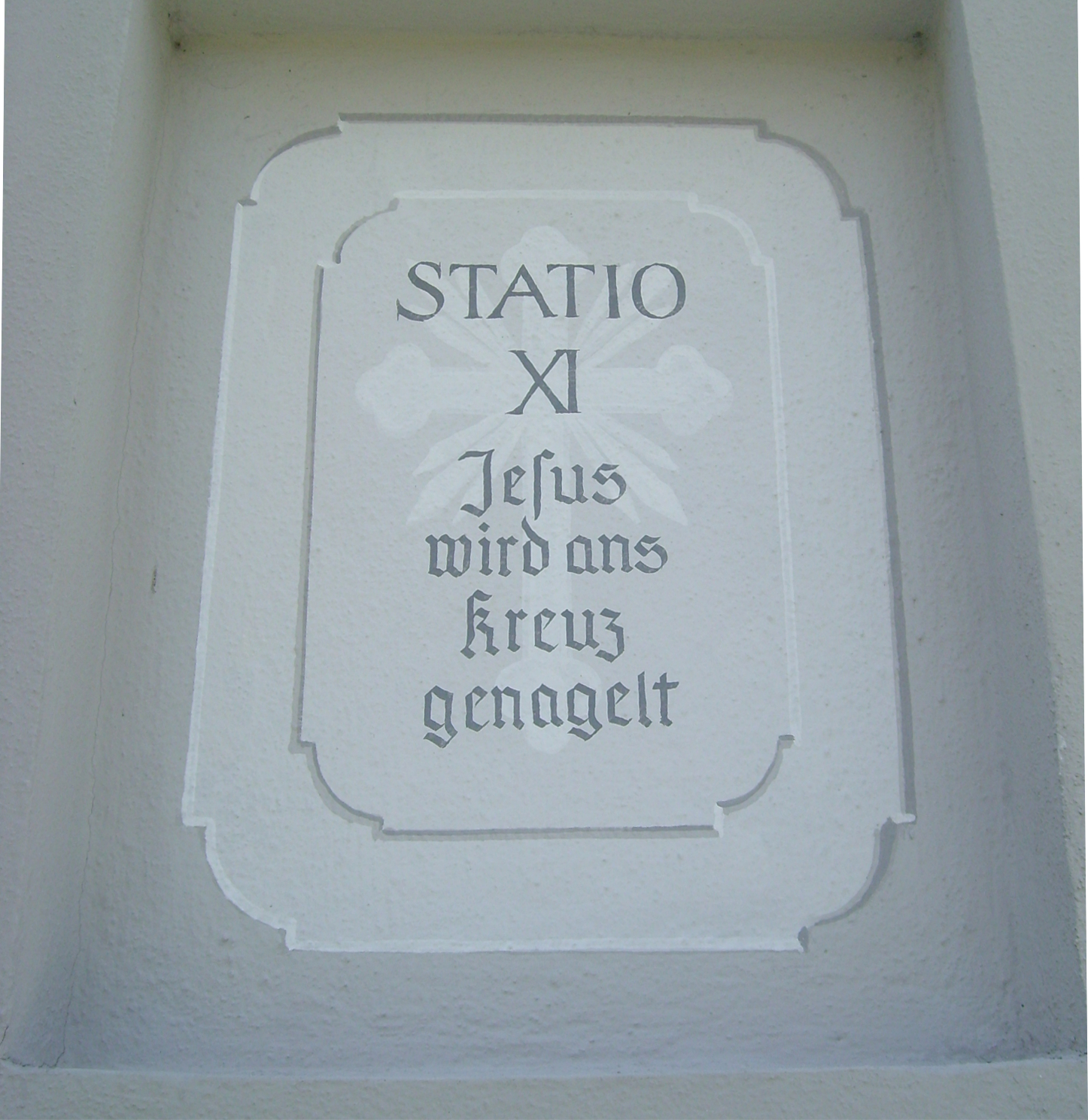
Außennische der elften Kreuzwegstation

Skizze der Heilig-Kreuz-Kirche mit Fenstern und Maueröffnungen (nicht maßstabsgetreu)

Die ersten elf Stationen eines Kreuzweges werden durch rechteckige Nischen, die mit Inschriften versehen sind, an der Außenmauer der Kirche angezeigt. Drei Vertiefungen befinden sich an jeder Längsseite des Langhauses, jeweils zwei an den Abschlussseiten der Querarme, eine Nische liegt schließlich auf dem Scheitelpunkt des Chorovals. Der Kreuzweg beginnt an der südwestlichen Ecke des Sakralbaus, führt dann nach Nordosten, umzirkelt den Chor und verläuft anschließend entlang der nördlichen Gebäudefront bis zum Nordwesten des Langhauses, ehe er im Inneren der Kirche fortgesetzt wird. Die Kreuzigungsgruppe im Chor stellt die zwölfte Station dar, auf die zwei letzten Stationen nehmen die Seitenaltäre Bezug. Die Konzeption des Kreuzwegs geht auf Dossenberger zurück, der die Einbuchtungen teilweise aus dem Altbau herausschlagen ließ und die elf Nischen mit Bildern versah, welche verloren gegangen sind. Bei der letzten Renovierung wurden die damals zugemauerten Stationen wieder freigelegt und in ihrer jetzigen Erscheinung gestaltet. Ein Kreuzweg ist bereits für das Jahr 1746 (oder 1748) dokumentiert, der ebenfalls elf Stationen im Freien besaß. 1825 wurde ein Kreuzweg im Inneren der Kirche angebracht, ein Weiterer, über den keine Informationen vorliegen, 1903.
Zwischen der Sakristei und dem Südarm der Kirche findet man eine Konche vor, welche einen lebensgroßen Kerkerheiland birgt. Oberhalb befand sich ursprünglich eine Außenkanzel, die durch Malereiarbeiten im Zuge der letzten Renovierung angedeutet wurde. Außerdem besitzt das bereits 1698 errichtete Langhaus einen Sockel, der beim Dossenbergerbau fehlt. Die farbliche Gestaltung der Fassade entspricht nicht dem historischen Original.
Das Gotteshaus besitzt einen kegelrunden Dachabschluss im Osten, dessen Traufe höher liegt, als bei den kantigen Walmdächer der Querarme und beim Satteldach im Westen. Ebenfalls ein Sattelbach besitzt das kleine, offene Vorzeichen. Im Allgemeinen ruht das Kirchendach auf einer „äußert komplizierten und dichten“ Dachkonstruktion.

### Fenster
Ein Charakteristikum des Umbaus von 1753/54 sind „reich geformte“, länglichen Fensterpaare. Die sich gruppierenden Einzelfenster sind durch einen schmalen Steg getrennt, welcher als Symmetrieachse fungiert. Insgesamt können drei solcher Paare gezählt werden, jeweils eines an den Abschlüssen der Querarme, sowie ein Weiteres an der Nordseite des Chores, wobei dessen südliches Pendant durch die Errichtung der Eremitenwohnung nicht realisiert wurde. Dossenberger konzipierte meistens Fenstergruppen aus zwei Langfenstern und einer darüberliegenden, kleineren Öffnung, die auf die Heilige Dreifaltigkeit hinweisen. In Mindelaltheim ist ein solches drittes Fenster lediglich im Innenraum durch Stuckarbeiten angedeutet, was vermutlich der geringen Höhe des Gotteshauses geschuldet ist. Der Albrecht-Bau wird durch vier Einzelfenster gegliedert, welche sich durch eine ähnliche Größe und einfachere Form als ihre später hinzugekommenen Korrelate auszeichnen. Sie sind zu sehen an der Nord- und Südseite des Langhauses, wo sie zwei Horizontalachsen bilden. An der Westfassade der Kirche ergeben vier kleine Fenster eine quadratische Anordnung. Fenster in ähnlicher Größe finden sich auch an der Südseite der Sakristei.
Während der letzten Renovierung wurden die Fenster des Sakralbaus erneuert.

## Geläut
Die ersten Glocken der Kirche, zwei Exemplare unterschiedlicher Größe, stammten aus Augsburg aus dem Jahr 1699. Auf der kleineren Glocke war ein Bild des gekreuzigten Christus zu sehen, auf der Größeren der Erzengel Michael und die hl. Katharina. Vermutlich handelte es sich hierbei um eine Darstellung der Katharina von Alexandrien, der Patronin des Augsburger Dominikanerinnenklosters, zu dem das Dorf Mindelaltheim bis zur Säkularisation gehörte. 1778 folgten neue Glocken von Anton Weingarten aus Lauingen für 76 Taler und 17 Kreuzer, wobei Umgüsse 1835 und 1883 erfolgten. Zur Zeit Anton von Steicheles Beschreibung des Bistums Augsburg waren sie unzugänglich. Während des Ersten Weltkrieges wurden eine Glocke – wahrscheinlich die einzige des Wallfahrtsortes – zwecks Einschmelzung entfernt. Im deutschen Glockenatlas von 1967 wird die Heilig-Kreuz-Kirche nicht erwähnt, heute befindet sich jedoch ein Geläut im Giebelreiter.

## Innenarchitektur

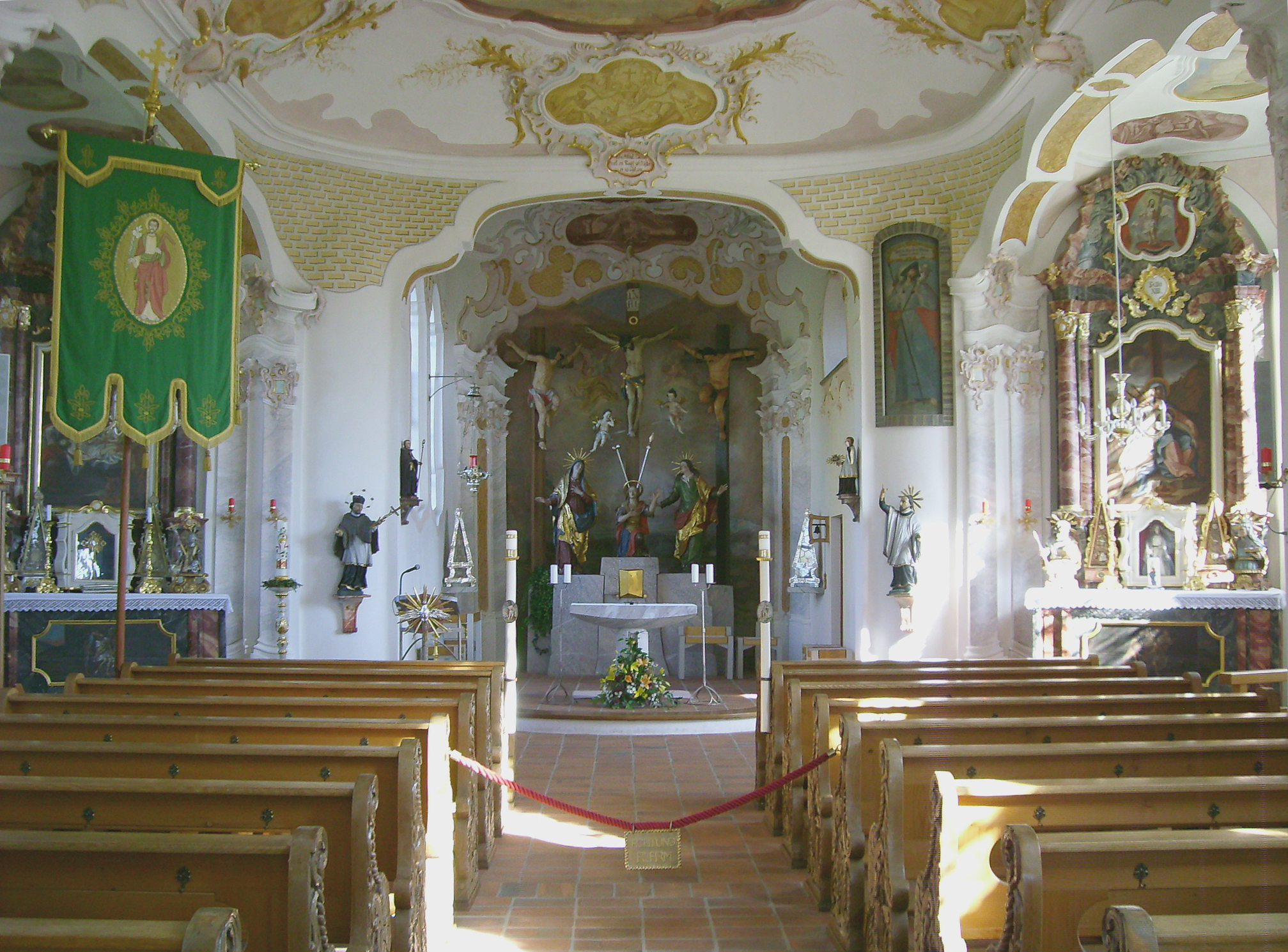
Der Innenraum der Heilig-Kreuz-Kirche vom Langhaus aus betrachtet

### Wandgliederung und -gestaltung

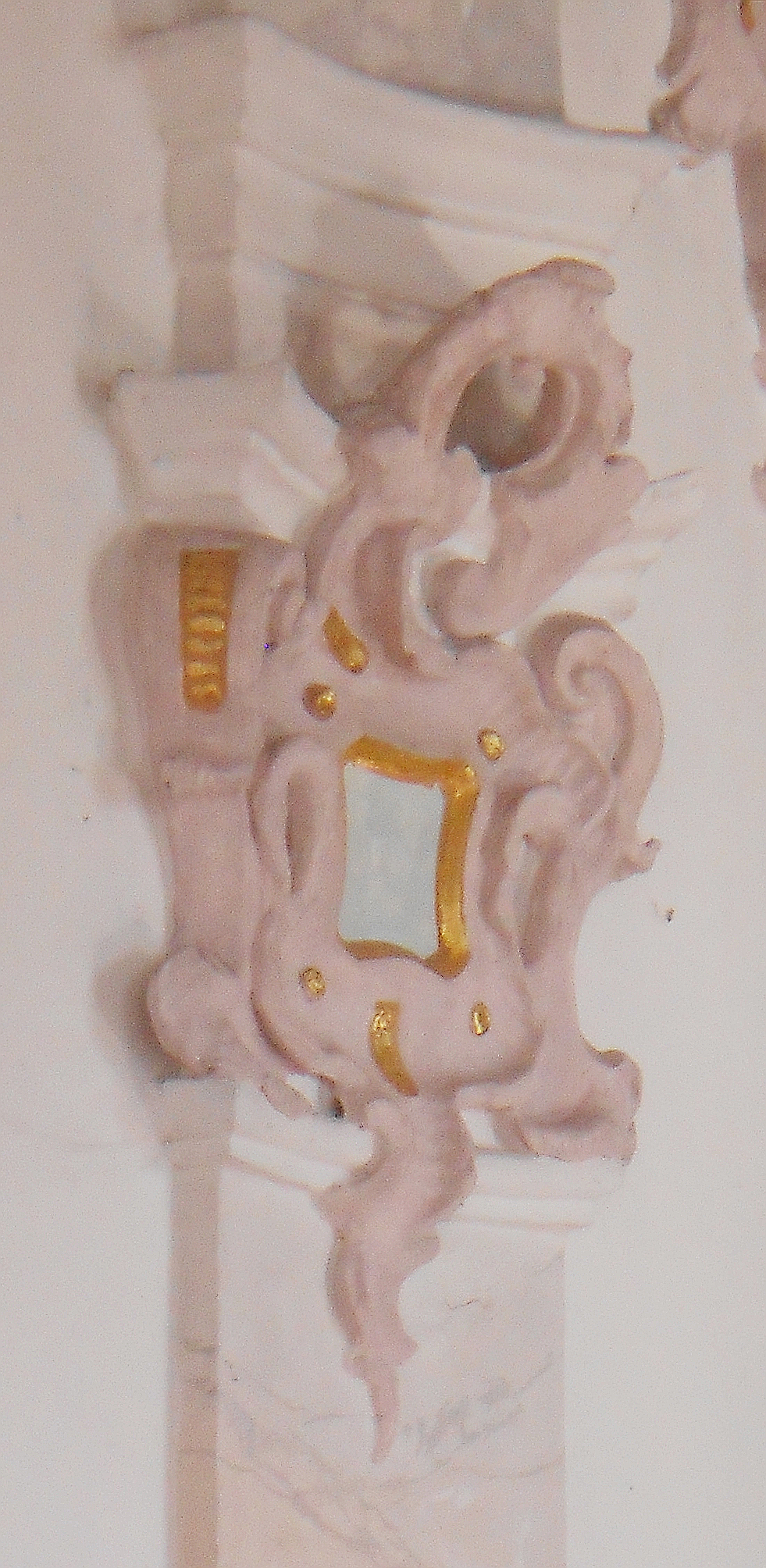
Kapitell eines Pilasters

Eine „[e]legante Pilastergliederung“ gestaltet den Innenraum der Kirche, in welchem sich sechzehn Stützen verteilen. In vielen Fällen befinden sie sich scheinbar als Strebepfeiler an den Bögen der Vierung:
- Einzelpilaster sind in den Widerlagern des Langhausbogen platziert.
- In den Bögen zu den Querarmen trifft man sie im Osten gepaart, im Westen hingegen einzeln.
- Jeweils zwei Pilaster flankieren die Fenstergruppen der Querarme.
- Zwei Paare dienen als Rahmung des mit Stuck verzierten Fresken im Chorschluss.

Karl Koepf macht auf die perspektivische Gestaltung letztgenannter Pilaster aufmerksam, deren Kapitell, Fries und Gebälk schräg abfallen. Für Anton H. Konrad liegt der weite Raumeindruck der Kirche allgemein in der konvex-konkav Konzeption der Stützen mitsamt der Deckenkonzeption. Auf kurvierten Basen stehend sind die Pilaster durch stellenweise vergoldete, rocailleartige Kapitelle geschmückt, welche „freie, aufgelöste Formen des reifen Rokokos“ zeigen. Ferner variieren konvexe Wandstücke zwischen Querarmen und Chor, wie auch nischenartige Ausbuchtungen mit Ovalbögen hinter den Seitenaltären, die Innenarchitektur von Heilig Kreuz.
Die Farbgestaltung wurde im Rahmen der letzten Renovierung in Anlehnung an Befunduntersuchungen vorgenommen. Hauptsächlich in weiß gehalten, wird der Sakralraum an einigen Stellen durch Malereien akzentuiert, die teilweise vor 1986 nicht sichtbar waren. Etwa in der Vierung befindet sich dargestelltes Mauerwerk in Orange auf den Pendentifs, sowie ockerfarbene Kreuz- oder Blumennornamente an den Bogenlaibungen. Laut Alois Wollhaupter erinnert das Innere von Heilig Kreuz an die Kapelle Zu den Vierzehn Nothelfern in Dischingen, die 1758 durch Dossenberger erweitert wurde.

### Deckengestaltung und Freskierung
Die Kirche ist im Allgemeinen bemerkenswert niedrig, ihre Raumhöhe steigert sich jedoch etwa von den Querarmen zur Vierung. Dossenberger modifizierte die Flachdecke des Langhauses, von dessen ursprünglicher Gestaltung Putzreste unter der Mauerkrone gefunden wurden, durch eine Hohlkehle. Ähnliche Plafonds schließen die Querarme ab. Die Vierung besitzt hingegen eine Flachkuppel mit Gesims über Pendentifs, der Chor eine kuppelähnliche Flachdecke mit Hohlkehle und ebenfalls ein zartes Gesims.
Heilig Kreuz steht unter dem Zeichen von fünf Haupt- und 24 Nebenfresken (Letztere sind möglicherweise auch al secco gearbeitet) des Günzburger Malers Anton Enderle (* 11. Juni 1700; † 1761). Neben Mindelaltheim werden die Sakralbauten in Tapfheim und Haldenwang, sowie die Frauenkirchen seinem Heimatort Günzburg, zu dessen Hauptwerken gezählt. Gleiches gilt für Waldkirch, wo Enderle und Dossenberger bereits 1945 zusammenarbeiteten.
Die meisten Arbeiten sind mit gezackten oder kurvierten und teilweise vergoldeten Stuckformen verziert und durch lateinische – im Langhaus durch deutsche – Bibelzitate erläutert. Die kleineren Malereien sind fast gänzlich monochrom in Erd- oder Violetttönen gestaltet. Mit den Hauptfresken teilen sie ihren thematischen Bezug zum Heiligen Kreuz oder zum Kreuzestod Christi, der teilweise durch Typologien oder Allegorien verdeutlicht wird. Nach Cornelia Kemp dienten Enderle Stiche des Biberbacher Pfarrers Anton Ginther als Vorlage. Die Fresken wurden 1968 weitgehend renoviert, einige aber erst im Zuge der letzten großen Renovierung Ende der achtziger Jahre wiederentdeckt. Dass einige Bildmotive im Laufe des 20. Jahrhunderts übermalt wurden, legt die Beschreibung heute nicht mehr erkennbarer Motive durch Rudolf Weser 1917 nahe. Eine Besonderheit stellen die beiden Chronogramme dar, die im östlichen Chor und Langhaus angebracht sind. Addiert man deren goldene Lettern im Sinne römischer Ziffern, so erhält man jeweils die Zahl 1754, also Vollendungsjahr der Kirchenerweiterung durch Dossenberger.

#### Hauptfresken
|   | Abbildung | Thematik |
| - | --------- | --- |

Schematische Übersicht aller Hauptfresken der Kirche (nach Cornelia Kemp)

| A |           | Chor: Verherrlichung des Gekreuzigten als Gnadenbrunnen durch die vier Erdteile Der aus den fünf Wunden blutende Christus thront über der Weltkugel. Unter ihm verehren Personifikationen von (v. l. n. r.) Afrika, Europa, Amerika und Asien den Gekreuzigten. Die Muschelschale weist auf die „Wesenswandlung der katholischen Eucharistielehre“ hin. In der oberen Bildhälfte sind die drei göttlichen Tugenden dargestellt. Der Gekreuzigte, der den Glauben symbolisiert, wird von zwei Engeln flankiert. Der linke versinnbildlicht mit einem Kranz flammender Herzen die Liebe, der rechte mit einem Anker die Hoffnung. |
| B |           | Vierung: Kreuzerhöhung – Kaiser Herakleios trägt das Kreuz nach Jerusalem Nachdem die Perser das Heilige Kreuz 614 aus Jerusalem geraubt hatten, gelang es dem byzantinische Kaiser Herakleios rund 15 Jahre später die Reliquie wiederzugewinnen. Das Fresko schildert jene Legende, nach der sich die Tore der Grabeskirche auf unerklärliche Weise schlossen, als der Kaiser, in Prunkgewand und Krone, das Kreuz dorthin zurücktragen wollte. Erst als dieser nach Aufforderung von Patriarch Zacharias sein Ornat ablegte, konnte er einziehen. In Enderles Malerei befindet sich Zacharias in der Bildmitte, vordergründig vor Herakleios mit dem Kreuz, einem Putto und Dienern mit Bischofsstab und Kaiserkrone rechts, sowie weiteren Figuren, darunter einem berittenem Soldaten, zur Linken. Der Bischof zeigt auf eine Personengruppe am unteren Rand. Womöglich handelt es sich um die Darstellung von Wunderheilungen, welche die Legende beschreibt. In der oberen Bildhälfte ist ein Wolkenband und ein weiterer Putto unterhalb des Gottesauges sichtbar. Die Malerei war zu einem unbekannten Zeitpunkt überweißelt und während des Ersten Weltkrieges teilweise aufgedeckt worden. Eine partielle Rekonstruktion erfolgte 1919, da Teile des Freskos von der Decke gefallen waren. |
| C |           | Nordarm: Die zehnte Plage – Tod aller Erstgeborenen Das Fresko zeigt einen Engel mit seinem flammenden Schwert in der Bildmitte, wie er die erstgeborenen Söhne der Ägypter tötet. Rechts sieht man Israeliten ihre Türen mit dem Blut des Opferlamms bestreichen, damit die Plage an ihnen vorübergeht. Das Lamm wiederum liegt daneben, geschlachtet, im Inneren des Hauses. Die Zelte im Hintergrund weisen wohl auf den nun beginnenden Exodus hin (Ex 12,21-31 ). Die Bibelstelle kann als Präfiguration des Opfertodes Christi als Lamm Gottes gedeutet werden. Der Begleittext lautet: „Celebravit pascha et sanguinis effusionem Heb.11.28“; Etwa: „Aufgrund des Glaubens vollzog er Mose das Pascha und bestrich [die Türpfosten] mit Blut (Heb 11,28 ).“ |
| D |           | Südarm: Mose und die Eherne Schlange Laut dem zweiten Buch Mose bestrafte Gott sein sündhaftes Volk während des Exodus – man beachte das Zeltlager im Hintergrund – mit Schlangen, deren Bisse viele Menschen zum Opfer fielen; dargestellt in der unteren Bildhälfte. Mose, im Fresko mit Zeigestab, befahl er jedoch eine Schlangenfigur auf einer Stange zu befestigen. Jedem Israelit, der dieses Idol ansah, konnten die Schlangenbisse nichts anhaben (Num 21,6-9 ). Die Eherne Schlange im Bildzentrum erinnert an jene Darstellungsform des Kreuzes, die dieses leer, lediglich mit einem Tuch drapiert, zeigt. Auch der Begleittext oberhalb der Malerei stellt die Verbindung mit der neutestamentlichen Heilserfahrung her: „sicut Moÿses exaltavit serpentem in deserto joh.3.14“ – „Und wie Mose die Schlange in der Wüste erhöht hat [so soll der Menschensohn erhöht werden] (Joh 3,14-15 ).“Das Fresko könnte von einer Vorlage Anton Ginthers inspiriert sein. |
| E |           | Langhaus: Kreuzauffindung durch Kaiserin Helena Wohl in den Jahren 326 und 327 forschte Helena, die Mutter des spätrömischen Kaisers Konstantin, in Palästina nach dem Heiligen Kreuz und fand der Legende nach tatsächlich drei Holzkreuze. Das Kreuz Christi konnte als Solches identifiziert werden, da es bei Berührung Verstorbene auferstehen ließ. Das Fresko hält genau diese Szene fest: Vor einer bergigen Landschaft, nebst einem Gebäudeausschnitt links und einer fernen Stadtsilhouette rechts, errichten zwei Figuren die heilige Reliquie. Daneben Helena in prunkvoller Kleidung mit Dienern; Diese tragen die Schleppe der Kaiserin und halten Krone und Zepter auf einem Kissen bereit. Oberhalb schweben zwei Putten auf einer Wolke (auf der Abbildung nicht sichtbar). Am unteren Bildrand sind einige Tote in ihren Särgen zu sehen, die – nun zum Leben erweckt – teilweise ihre Hände zum Kreuz richten. |

#### Nebenfresken und Embleme

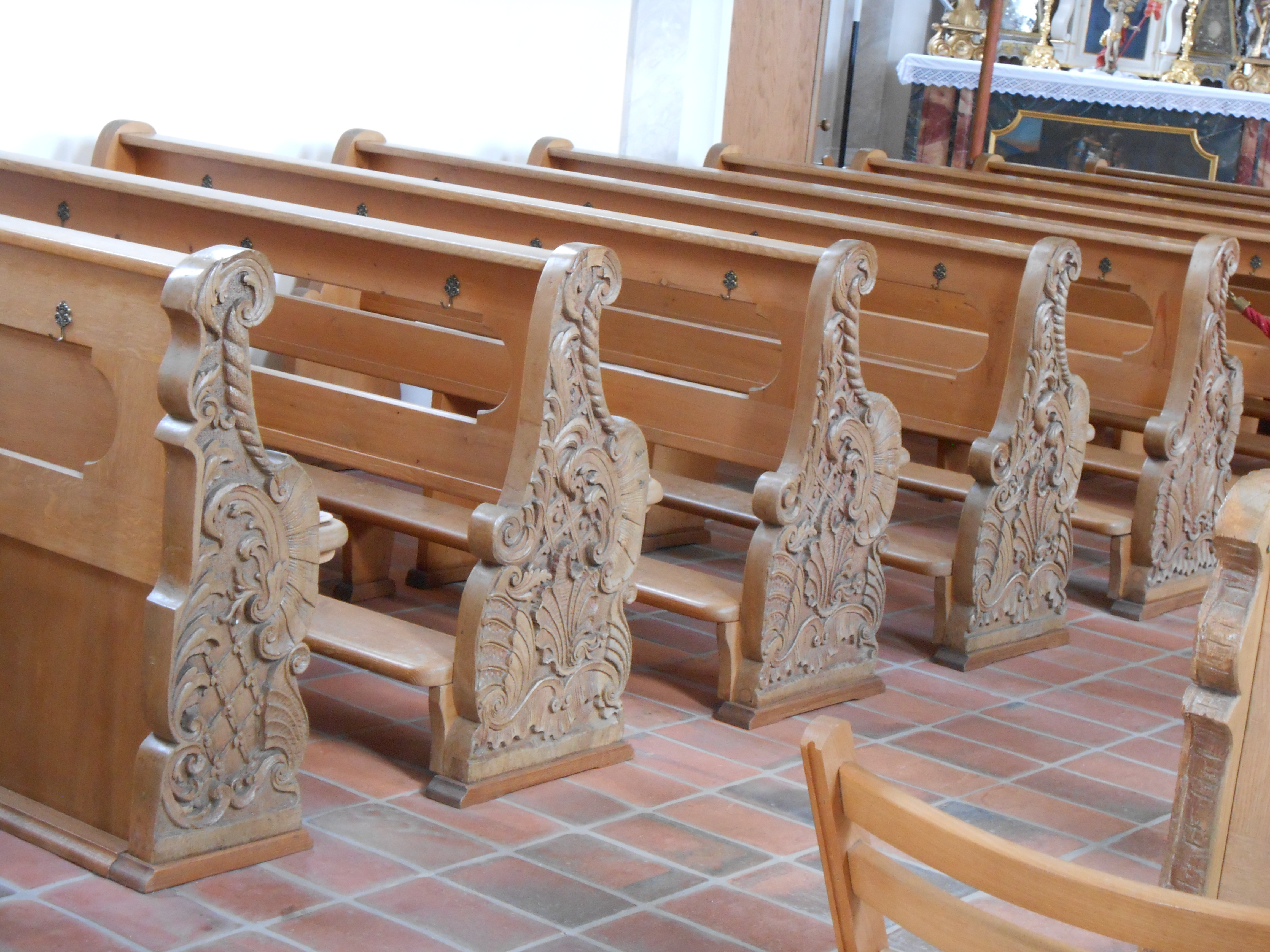
Sitzbänke im Langhaus

|          | Abbildung                            | Thematik | Thematik | Begleittext                                                                 | deutsche Bibelreferenzen | mögliche Vorlage Anton Ginthers |
| -------- | ------------------------------------ | --- | --- | --------------------------------------------------------------------------- | ------------------------ | ------------------------------- |
| Chor     |                                      | | |                                                                             |                          |                                 |
| 1        |                                      | Das Wunder der Verwandlung des Wassers von Mara zu Süßwasser | Das Wunder der Verwandlung des Wassers von Mara zu Süßwasser | Lignum Dulce Facit gustari ut possit amarum. Exod. 15 V. 25                 | Ex 15,25                 |                                 |
| 2        |                                      | Abraham opfert seinen Sohn Isaak; Da Rudolf Weser in seiner Freskenbeschreibung von 1917 kein östliches Chorfresko erwähnt, könnte der von ihm erwähnte Hinweistext hier aufgemalt worden sein. Dieser lautete: „Verkündigt ihn was David sang als sein prophetisch Lied erklang, verkündet aller Nation: Vom Holz wird herrschen Gottes Sohn.“ | Abraham opfert seinen Sohn Isaak; Da Rudolf Weser in seiner Freskenbeschreibung von 1917 kein östliches Chorfresko erwähnt, könnte der von ihm erwähnte Hinweistext hier aufgemalt worden sein. Dieser lautete: „Verkündigt ihn was David sang als sein prophetisch Lied erklang, verkündet aller Nation: Vom Holz wird herrschen Gottes Sohn.“ |                                                                             | Gen 22,1-19              |                                 |
| 3        |                                      | Moses schlägt Wasser aus dem Fels, der im Ersten Korintherbrief mit Christus gleichgesetzt wird. | Moses schlägt Wasser aus dem Fels, der im Ersten Korintherbrief mit Christus gleichgesetzt wird. | Percussit Petram et Fluxerunt aquae Psal 77                                 | Ps 78,20 , 1 Kor 10,4    |                                 |
| 4        | Siehe auch : Weiterführende Weblinks | Christus hängt am Kreuz in einem Baum, hinter ihm sieht man die Schlange mit dem Apfel. 1917 war dieses Fresko überweißelt. | Christus hängt am Kreuz in einem Baum, hinter ihm sieht man die Schlange mit dem Apfel. 1917 war dieses Fresko überweißelt. | Unde mors inde vita                                                         |                          | [ 38 ]                          |
| Vierung  |                                      | | |                                                                             |                          |                                 |
| 5        |                                      | Ein Adler liegt mit ausgebreiteten Flügeln auf einem Fels, ein zweiter stößt zu ihm herab. Das Bild wird in einer Beschreibung von 1917 nicht erwähnt. Stattdessen kommen für diese Position, sowie für jene des Nebenfreskos Nr. 7, zwei Motive in Frage. Einerseits das Sujet: „Das Lamm Gottes auf dem geheimnisvollen Buche, aus seiner Wunde fließt sein Blut in einem Kelch.“ Andererseits das „geschlachtete Lamm der Offenbarung.“ | Ein Adler liegt mit ausgebreiteten Flügeln auf einem Fels, ein zweiter stößt zu ihm herab. Das Bild wird in einer Beschreibung von 1917 nicht erwähnt. Stattdessen kommen für diese Position, sowie für jene des Nebenfreskos Nr. 7, zwei Motive in Frage. Einerseits das Sujet: „Das Lamm Gottes auf dem geheimnisvollen Buche, aus seiner Wunde fließt sein Blut in einem Kelch.“ Andererseits das „geschlachtete Lamm der Offenbarung.“ |                                                                             |                          |                                 |
| 6        | Abb. samt Stuck                      | In der Bildmitte liegt eine Frau auf einem Krankenlager; Über ihr das Kreuz in einem Rahmen, in dem Apothekergefäße stehen. Die Frau ist umgeben von Personen. | In der Bildmitte liegt eine Frau auf einem Krankenlager; Über ihr das Kreuz in einem Rahmen, in dem Apothekergefäße stehen. Die Frau ist umgeben von Personen. | aIn MIteL DeIner SeeLen Kanst aLLhIer erwöhLen                              |                          |                                 |
| 7        | Abb. samt Stuck                      | Das Opferlamm auf dem Altar; Siehe Nebenfresko Nr. 5 | Das Opferlamm auf dem Altar; Siehe Nebenfresko Nr. 5 |                                                                             | 1 Kor 5,7                | [ 38 ]                          |
| 8        | Abb. samt Stuck                      | Kreuz mit den Arma Christi, nämlich Dornenkrone, Lanze und Ysopzweig, sowie zwei geflügelten Herzen, wovon eines am Kreuz hängt. | Kreuz mit den Arma Christi, nämlich Dornenkrone, Lanze und Ysopzweig, sowie zwei geflügelten Herzen, wovon eines am Kreuz hängt. | Trahe me post te Cant. 1.3                                                  | Hld 1,4                  | [ 38 ]                          |
| Nordarm  |                                      | | |                                                                             |                          |                                 |
| 9        | Abb. samt Stuck                      | Die Kundschafter mit der Kalebstraube | Laut einer Freskenbeschreibung von 1917 war auf einem Fresko der gekreuzigte Christus, auf dem anderen die Opferung Isaaks abgebildet. |                                                                             | Num 13,24                |                                 |
| 10       |                                      | Mannalese | Laut einer Freskenbeschreibung von 1917 war auf einem Fresko der gekreuzigte Christus, auf dem anderen die Opferung Isaaks abgebildet. |                                                                             | Ex 16,14                 |                                 |
| 11       |                                      | Pelikan füttert seine Jungen mit seinem eigenen Blut. | Pelikan füttert seine Jungen mit seinem eigenen Blut. | Ut Vitam habeant Joh. 10. V. 10                                             | Joh 10,1o                |                                 |
| 12       |                                      | Jonas wird von dem Walfisch ausgespien. | Jonas wird von dem Walfisch ausgespien. | Domitat iura Sepulchri Math: 12. V. 40                                      | Jona 2,11                |                                 |
| Südarm   |                                      | | |                                                                             |                          |                                 |
| 13       |                                      | Sonne über Landschaft, rechts Mondsichel. Das Fresko wird von Rudolf Weser 1917 nicht erwähnt. | Sonne über Landschaft, rechts Mondsichel. Das Fresko wird von Rudolf Weser 1917 nicht erwähnt. | exaltatus trahit joh 12. 32                                                 | Joh 12,32                |                                 |
| 14       |                                      | Judith mit dem Haupt des Holofernes | Judith mit dem Haupt des Holofernes |                                                                             | Jdt 15                   |                                 |
| 15       | Siehe auch : Weiterführende Weblinks | Segelschiff bei Ebbe, auf dem Kajütendach die Monstranz oder Arche Noah | Segelschiff bei Ebbe, auf dem Kajütendach die Monstranz oder Arche Noah | surgit surgentibus undis Gn. 8.                                             | Gen 8                    |                                 |
| 16       | Siehe auch : Weiterführende Weblinks | Eine Hand aus einer Wolke weist auf eine Uhr an einer Säule, als deren Gewichte fungieren zwei Totenschädel. Das Fresko wird von Rudolf Weser 1917 nicht erwähnt. | Eine Hand aus einer Wolke weist auf eine Uhr an einer Säule, als deren Gewichte fungieren zwei Totenschädel. Das Fresko wird von Rudolf Weser 1917 nicht erwähnt. | Sit hora Secunda.                                                           |                          |                                 |
| Langhaus |                                      | | |                                                                             |                          |                                 |
| 17       | Abb. samt Stuck                      | Links ein Kranker in einem Bett; in der oberen Bildmitte schwebt ein Kreuz am Himmel. Drei Strahlen gehen vom Kreuz in Richtung des Kranken. In einer Freskenbeschreibung von 1917 war noch die Heilig-Kreuz-Kirche im Hintergrund wiedergegeben. | Links ein Kranker in einem Bett; in der oberen Bildmitte schwebt ein Kreuz am Himmel. Drei Strahlen gehen vom Kreuz in Richtung des Kranken. In einer Freskenbeschreibung von 1917 war noch die Heilig-Kreuz-Kirche im Hintergrund wiedergegeben. | Nur in dem Kreuz allein soll der Kranken heilung sein                       |                          |                                 |
| 18       |                                      | Chronogramm | Chronogramm | CrVX DIVIna In IVbILeo VeneratIonI In renoVato teMpLo eXposIta              |                          |                                 |
| 19       | Abb. samt Stuck                      | In der oberen Mitte des Bildes thront Christus mit dem heiligen Kreuz. Links befinden sich ein brennendes Gebäude und der Sensenmann in Gestalt eines Gerippes. Dieser zeigt nach rechts, wo eine dschinnartige Gestalt vor dem offenen Maul eines Höllendrachens schwebt. In diesem befinden sich Menschen. Rudolf Weser beschrieb 1917 eine andere Thematik: „[Ü]ber einem Haus und Bäumen, die vom Blitze getroffen sind, erscheint das Kreuz“. Erklärt wurde das Fresko demnach mit dem Hinweistext: „Weil ich hab zum Kreuz gebetet, blieb mir Haus und Hof errettet“. | In der oberen Mitte des Bildes thront Christus mit dem heiligen Kreuz. Links befinden sich ein brennendes Gebäude und der Sensenmann in Gestalt eines Gerippes. Dieser zeigt nach rechts, wo eine dschinnartige Gestalt vor dem offenen Maul eines Höllendrachens schwebt. In diesem befinden sich Menschen. Rudolf Weser beschrieb 1917 eine andere Thematik: „[Ü]ber einem Haus und Bäumen, die vom Blitze getroffen sind, erscheint das Kreuz“. Erklärt wurde das Fresko demnach mit dem Hinweistext: „Weil ich hab zum Kreuz gebetet, blieb mir Haus und Hof errettet“. | Graūt und Pflaster helften nicht wen des Todes Not anficht                  |                          |                                 |
| 20       | Abb. samt Stuck                      | David mit dem Haupt des Goliath; Dieser liegt enthauptet in Rüstung und mit Waffen rechts auf der Erde. Im Hintergrund stehen eine Vielzahl gleichartiger Zelte, vermutlich eines Militärlagers. | David mit dem Haupt des Goliath; Dieser liegt enthauptet in Rüstung und mit Waffen rechts auf der Erde. Im Hintergrund stehen eine Vielzahl gleichartiger Zelte, vermutlich eines Militärlagers. | Wie David da den Golliath. 1. Reg: C. 17. das Creūtz die feind Besiget hat. | 1 Sam 17,51              |                                 |
| 21       |                                      | Hand aus den Wolken gebietet Hydra Einhalt. | Hand aus den Wolken gebietet Hydra Einhalt. | Mit dem Creutz will überwinden alle meine feind und SinRezeptionden.        |                          |                                 |
| 22       |                                      | Der psallierende David; 1917 war das Fresko teilweise abgefallen. | Der psallierende David; 1917 war das Fresko teilweise abgefallen. | Preiset den Herren mit paucken und mit Zimpeln mit Harpfen, und Orglen      |                          |                                 |
| 23       |                                      | Gehörntes Tier mit Schweif (Sündenbock) trägt Tierköpfe auf dem Rücken. Eine Freskenbeschreibung von 1917 erläutert folgendes Motiv: „[Z]wei Menschengestalten in einem Kerkerloch, das von Feuerflammen umgeben ist (Fegfeuer).“ | Gehörntes Tier mit Schweif (Sündenbock) trägt Tierköpfe auf dem Rücken. Eine Freskenbeschreibung von 1917 erläutert folgendes Motiv: „[Z]wei Menschengestalten in einem Kerkerloch, das von Feuerflammen umgeben ist (Fegfeuer).“ | Dich wie mich Truckhen deine Sinden, Thue dich auch selbsten über winden    |                          | [ 38 ]                          |
| 24       | Abb. samt Stuck                      | Der hl. Franz Xaver neben einem Kruzifix. Nach links fliehen ein Teufel oder Dämon, sowie Anhänger des protestantischen Glaubens. Der Himmel im Bildhintergrund ist voller Kreuze, die meisten von ihnen gedreht. Rechts, in einem separaten Panel, ein Schiff im Sturm in der Nähe eines Felsens. Laut einer Beschreibung von 1917 kniet ein Ordensmann vor dem Kreuz; rechts „ist eine Kirche in einem Schiff in Sicherheit“ dargestellt. | Der hl. Franz Xaver neben einem Kruzifix. Nach links fliehen ein Teufel oder Dämon, sowie Anhänger des protestantischen Glaubens. Der Himmel im Bildhintergrund ist voller Kreuze, die meisten von ihnen gedreht. Rechts, in einem separaten Panel, ein Schiff im Sturm in der Nähe eines Felsens. Laut einer Beschreibung von 1917 kniet ein Ordensmann vor dem Kreuz; rechts „ist eine Kirche in einem Schiff in Sicherheit“ dargestellt. | Sehet da das Kreūtz des Heren . fliehet alle feind von fern                 |                          |                                 |

#### Rezeption
Anton Enderle tritt hinter den Werken seines berühmteren Neffen und Schülers Johann Baptist Enderle zurück, da „er keine neuen Maßstäbe setzte“. Anton von Steichele schätzte 1895 Fresken und Stuck der Heilig-Kreuz-Kirche als „unbedeutend“ ein. Rudolf Wesers Urteil von 1917 zeichnet sich durch Ambivalenz aus: „Die einzelnen Bilder sind sehr ungleich gemalt. Bei aller Schönheit und bei allem Reichtum des Inhalts zeigen sie eben doch alle Schwächen des Meisters des Werkes.“ Karl Koepf sah 1973 die Malereien mitsamt ihren Stuckrahmungen als ursächlich für die „heitere, festliche Stimmung“ des Innenraums. Cornelia Kemp verglich 1981 die Fresken von Mindelaltheim mit dem Biberbacher Zyklus und konstatiert, dass sie nicht an diesen heranreichen und „wenig neue Gedanken“ brächten. Anton H. Konrad erachtet die Fresken als „koloristisch gut gelöst“, auch wenn er Enderle eine eher „geringe Inventionskunst“ zuschreibt.

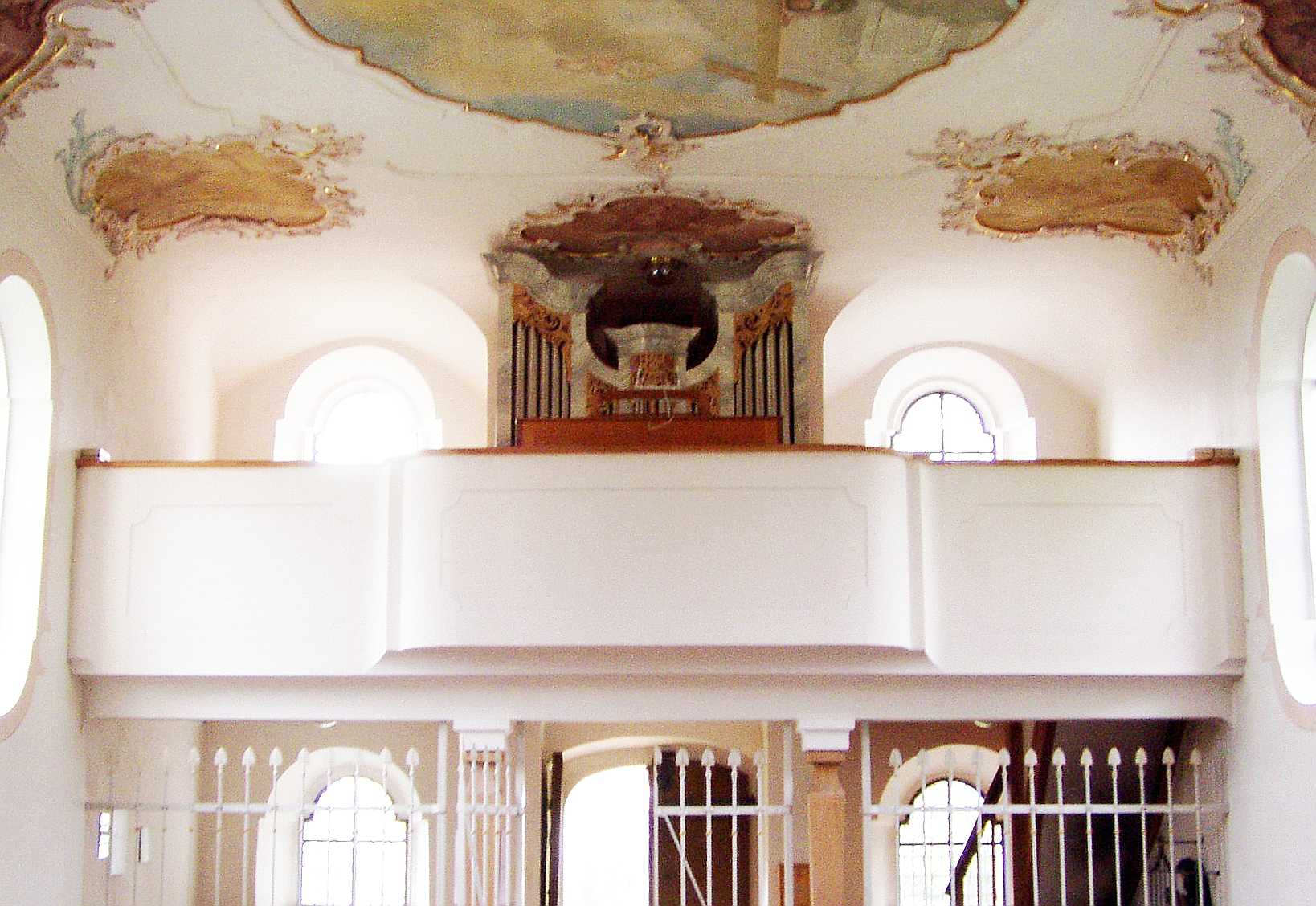
Empore und Orgel im Westen des Langhauses

### Boden und Gestühl
Während heute die Kirchenbänke in zwei Reihen direkt auf dem Fußboden und nur im Langhaus aufgestellt sind, reichten sie vor 1986 auf einem flachen Holzpodest bis zum Chor. Zusätzlich sind im westlichen Bereich der Querarme heute Stühle platziert. Zur Blütezeit der Wallfahrt war wohl nur ein kleiner Mittelblock mit Bänken bestuhlt, in Rücksicht auf Prozessionen und die große Anzahl an Beichtstühlen. Da sie vermutlich den ursprünglichen Zustand des Gebäudes widerspiegeln, wurden während der letzten Renovierung Ziegel als Bodenbelag anstelle der vorherigen Solnhofener Kalksteinplatten verlegt.

### Empore und Orgel
Nachdem die Empore der Kirche 1968 entfernt wurde, erfolgte ein Neubau nach Plänen des Augsburger Architekten Alois Zach im Zuge der letzten Renovierung 1988, der sich gestalterisch vom dossenbergerschen Original abhebt. Auf ihr wurde im Jahr 1993 eine neue Orgel platziert. Diese ist mit 8 Registern auf einem Manual und Pedal ausgestattet. Seit dem Ende des 18. Jahrhunderts ist eine Orgel mit 6 Registern dokumentiert. 1883 wurde diese repariert, 21 Jahre später jedoch aufgrund des schlechten Zustandes entfernt.
| 1. | Koppel    | 8′ |    | 5.      | Sesquialter | 2/3′ (2 f.) |
| 2. | Traverse  | 8′ | 6. | Octave  | 2′          |             |
| 3. | Principal | 4′ | 7. | Mixtur  | 1' (3 f.)   |             |
| 4. | Flöte     | 4′ | 8. | Subbass | 16'         |             |

## Ausstattung

### Kreuzigungsgruppe mit Tabernakel und Volksaltar
Als zwölfte Kreuzwegstation befindet sich im Chor – anstelle des Hochaltars – eine achtteilige Kreuzigungsgruppe auf einem felsenartigen Unterbau vor einer oft übermalten Ansicht Jerusalems mit Engeln auf Wolken. Vor 1754 besaß die Kirche einen Hochaltar aus Stuckgips mit einem Bild der Kreuztragung Christi, dessen Umrisse 1904 in der Vierung aufgefunden wurden. Ein Votivbild aus dem Jahr 1797 zeigt nur den Gekreuzigten, die Schächer und eine langhaarige Figur auf einem viersäuligen Altar. 1907 wurde ein neobarocker Hochaltar aufgestellt, der 1968 durch einen Sockel für die Kreuzigungsgruppe ersetzt wurde, an dem die neobarocken Ornamente jedoch teilweise Verwendung fanden.

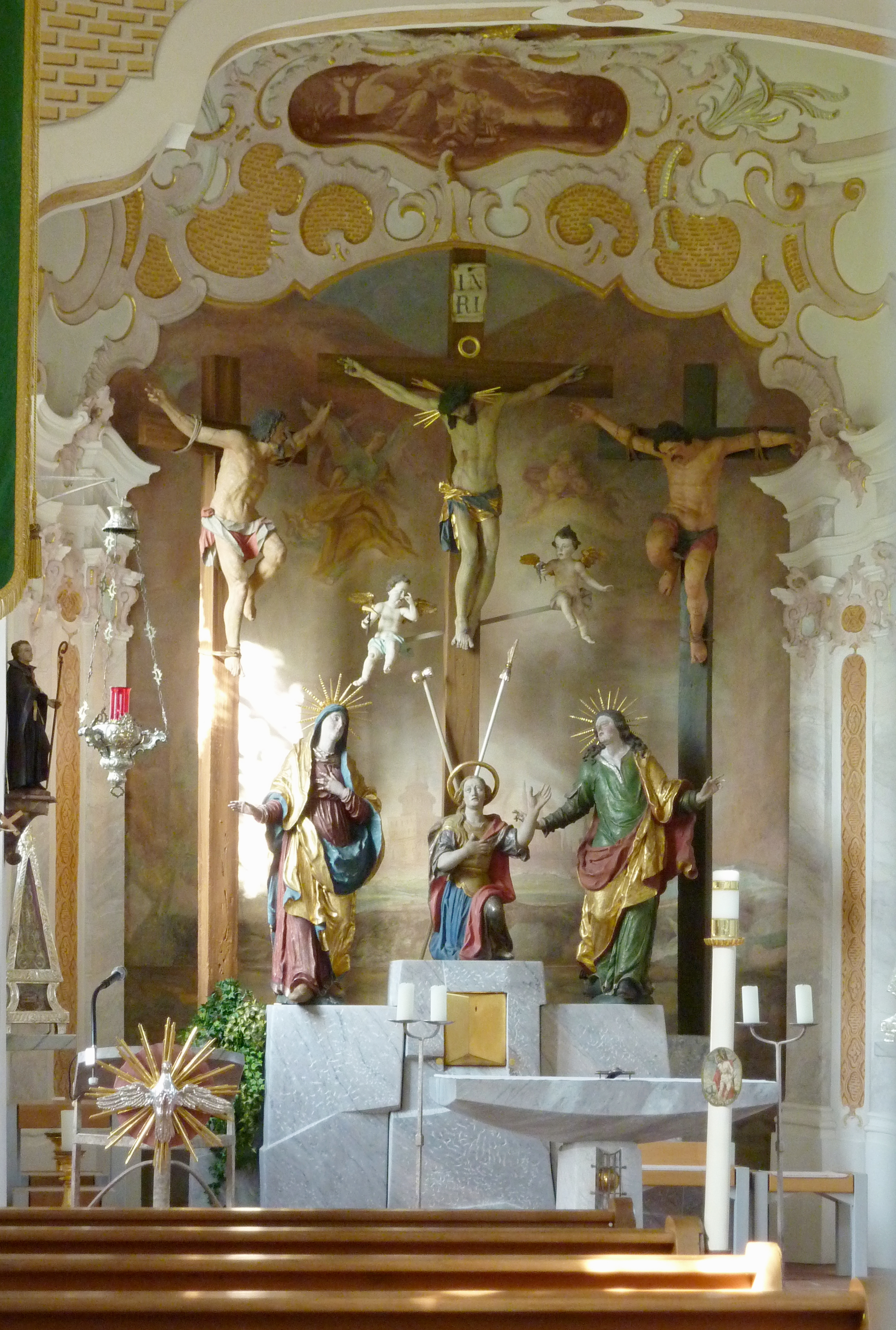
Kreuzigungsgruppe im Chor

| Bild | Figur mit Beschreibung | Künstler                 | Datierung |
| ---- | --- | ------------------------ | --------- |
|      | Christus hängt leblos am Kreuz mit dem Titulus. Der im Dreinagel-Typus Hingerichtete ist mit einem teilweise vergoldeten Lendentuch gekleidet, so dass der totenblasse Körper und die blutenden Wundmale in Erscheinung treten. Das Haupt, welches ein dreistrahliger Nimbus krönt, fällt schlaff zur Seite. | Frühwerk Christoph Rodts | 1604      |
|      | Dismas | Frühwerk Christoph Rodts | 1604      |
|      | Gestas ist als unbußfertiger Schächer anhand seines dunklen Kreuzes erkennbar. | Frühwerk Christoph Rodts | 1604      |

| Bild | Figur mit Beschreibung | Künstler                     | Datierung                         |
| ---- | --- | ---------------------------- | --------------------------------- |
|      | Die Putten sind circa 35 Zentimeter hoch und halten jeweils Zange und Hammer. Ursprünglich existierten weitere Putten, ebenfalls mit Leidenswerkzeugen ausgestattet. Mindestens ein Exemplar wurde jedoch 1979 oder 1980 gestohlen und auch der hammertragende Engel wurde als entwendet gemeldet. Historische Photographien indizieren einen Standort auf einem barock anmutenden Altar, dann auf einem schlichteren Sockel. |                              | während des Barock                |
|      | Die Putten sind circa 35 Zentimeter hoch und halten jeweils Zange und Hammer. Ursprünglich existierten weitere Putten, ebenfalls mit Leidenswerkzeugen ausgestattet. Mindestens ein Exemplar wurde jedoch 1979 oder 1980 gestohlen und auch der hammertragende Engel wurde als entwendet gemeldet. Historische Photographien indizieren einen Standort auf einem barock anmutenden Altar, dann auf einem schlichteren Sockel. |                              | während des Barock                |
|      | Maria | Vermutlich von Guggenbichler | Spätes 17. Jahrhundert            |
|      | Johannes | Vermutlich von Guggenbichler | Spätes 17. Jahrhundert            |
|      | Maria Magdalena kniet vor der heiligen Lanze und an einem Stab befestigten Schwamm. |                              | erste Hälfte des 19. Jahrhunderts |

Die Figuren sind seit der Renovierung der Jahre 1986 bis 1990 auf einem modernen Unterbau angebracht, welcher als Tabernakel fungiert, und aus grauem, brasilianischem Marmor besteht. Der gleich beschaffene Volksaltar ersetzte einen Vorgängeraltar aus dem Jahr 1968. Beide Elemente – Tabernakel und Unterbau – wurden vom Hohenfurcher Bildhauer Egon Stöckle gefertigt. Für Werner Schell, damals Leiter des Diözesanbauamtes und Kunstreferats des Bistums Augsburg, symbolisiert der Unterbau nicht nur Golgota, sondern auch den Fels als Sinnbild für Gott „als Mitte und Schlußstein der Welt, als Fundament des Allerheiligsten“, und nicht zuletzt das Grab Christi, sowie alle Gräber im Allgemeinen.

### Seitenaltäre
Während die Kreuzigungsgruppe der zwölften Station des Kreuzweges entspricht, stellen die Retabelgemälde der Seitenaltäre (aus dem Jahr 1782) die 13. beziehungsweise 14. Station dar. Wie viele Ausstattungsgegenstände wurden 1968 Teile der Seitenaltäre aus der Kirche entfernt, da eine Renovierung aus Geldmangel nicht erfolgen konnte. Photographien aus den siebziger Jahren zeigen lediglich die jeweiligen eben genannten Gemälde mit den Stipites, allerdings in vertauschter Position. Die Altäre in ihrer Gesamtheit wurden erst 1990 in erneuertem Zustand wieder aufgestellt. Ob das Retabelbild des Südaltars, welches in den Jahren 1979 oder 1980 gestohlen wurde, in diesem Zusammenhang wieder auftauchte oder repliziert wurde, bleibt offen.
Es folgt eine tabellarische Übersicht der Ausstattung und Malereien beider Seitenaltäre:

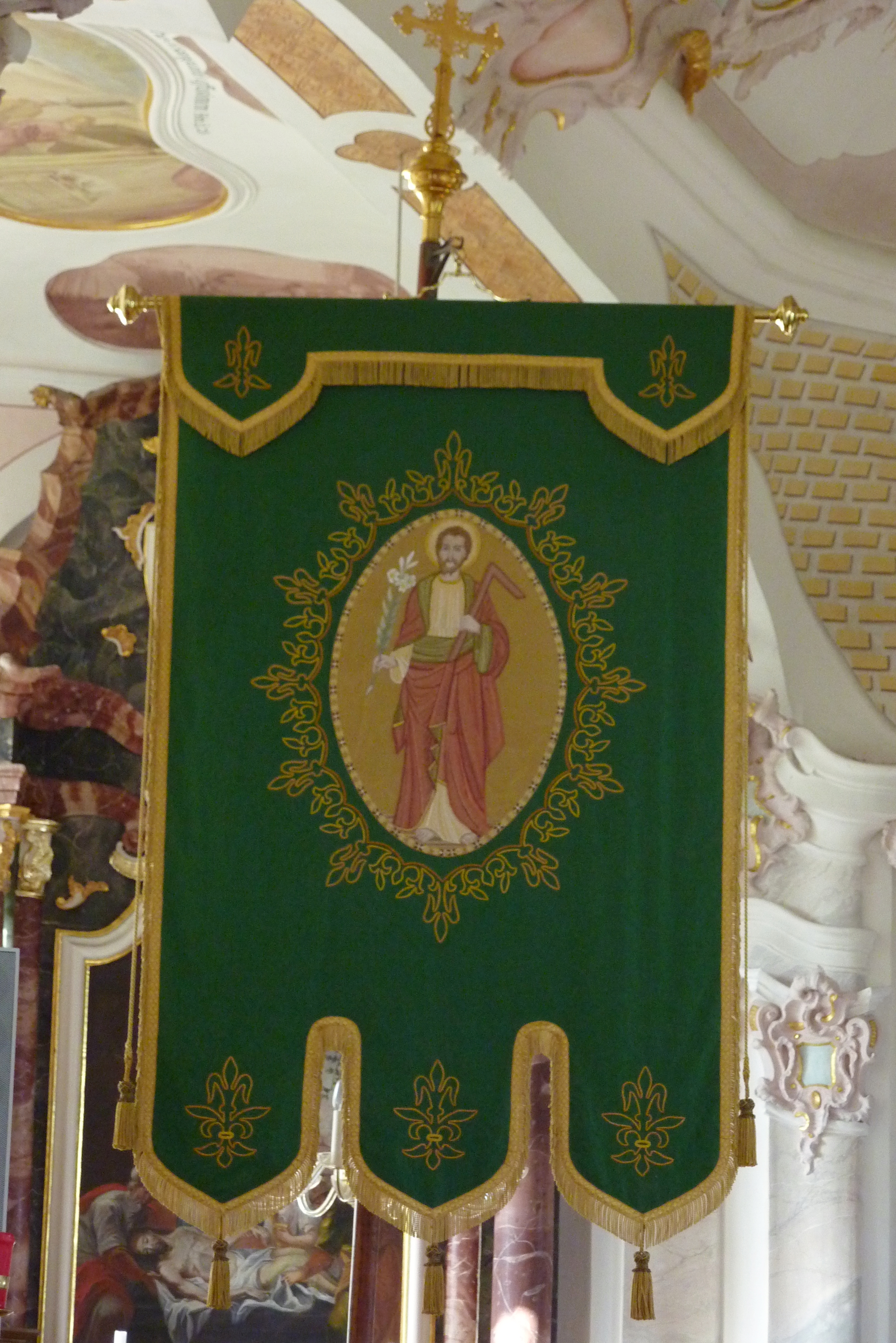
Replizierte Fahne der Bruderschaft der Todesangst Christi

| Südlicher Seitenaltar · 13. Kreuzwegstation (Beweinung Christi) | Südlicher Seitenaltar · 13. Kreuzwegstation (Beweinung Christi) | Südlicher Seitenaltar · 13. Kreuzwegstation (Beweinung Christi) |
| --------------------------------------------------------------- | --------------------------------------------------------------- | --- |
| 400x                                                            | Auszug                                                          | Der Auferstandene: Vor einer Himmelsansicht hält der mit dem Leichengewand bekleidete Christus das Kreuz. Das aus den Wundmalen fließende Blut sammelt sich in einem Becken zu seinen Füßen. Die Malerei erinnert somit an das Chorfresko der Kirche. Im Vordergrund weht ein roter, zweigeteilter Vorhang. |
| 400x                                                            | Retabel 97,5 cm × 161 cm                                        | Vesperbild: Maria beweint den leblosen Körper ihres Sohnes, den sie unter dessen Armen greift. Sie selbst sitzt vor dem Kreuzespfahl, der die Mittelachse des Gemäldes bildet. In Versinnbildlichung der Schmerzen Mariens bohren sich sieben Schwerter in ihre Brust. Vor den beiden Figuren befindet sich eine Schale mit einem Schwamm sowie der Titulus. Unter einem düsteren, wolkenverhangenem Himmel erhebt sich im Hintergrund eine Berglandschaft mit der Stadt Jerusalem. |
| 400x                                                            | Ausstattung                                                     | Unter anderem Büsten des hl. Joachim – erkennbar an den zwei Tauben – sowie wohl der hl. Anna, zwei Reliquienschreine und ein Marienbildnis mit Sternenkranz in einem Schrein. |
| 400x                                                            | Stipes                                                          | vermutlich Verspottung Christi |

| Nördlicher Seitenaltar · 14. Kreuzwegstation (Grablegung Christi) | Nördlicher Seitenaltar · 14. Kreuzwegstation (Grablegung Christi) | Nördlicher Seitenaltar · 14. Kreuzwegstation (Grablegung Christi) |
| ----------------------------------------------------------------- | ----------------------------------------------------------------- | --- |
| 400x                                                              | Auszug                                                            | Wundmale und Arma Christi: Zwei Putten breiten ein Papier aus, in dessen Mitte das brennende, dornengekrönte Herz Jesu dargestellt ist. Umgeben wird es von den durchbohrten Gliedern Christi, die – wie das Herz – bluten. Vor dem Papier sind Leidenswerkzeuge ausgebreitet, nämlich (v. l. n. r.) Wasserkanne und -schale des Pontius Pilatus, das Schilf-Zepter mit welchem Jesus verspottet wurde, eine Keule, eine Laterne, Nägel, Zange und Hammer, ein Kleidungsstück, sowie die Geißelsäule mit Peitsche und Rute. Im Hintergrund sind Lanze und Schwamm vor dem Kreuz Christi aufgerichtet, an dem außerdem eine Leiter lehnt. |
| 400x                                                              | Retabel 97,5 cm × 161 cm                                          | Grablegung: In einem Felsengrab wird der Leichnam Jesu mithilfe eines weißen Tuchs auf einen Steintisch gebettet. Durch den Eingang zur Höhle erkennt man Golgota mit zwei Kreuzen vor der Stadt Jerusalem. Zwei Putten schweben über dem Verstorbenen und fünf Begleitfiguren umringen ihn, unter ihnen Maria. Im Vordergrund sind eine Wasserkanne und -schale platziert. |
| 400x                                                              | Ausstattung                                                       | Unter anderem Büsten des Igantius von Loyola und Franz Xaver, zwei Reliquienschreine, sowie ein goldenes Kreuz mit Kreuzpartikel in einem Schrein. |
| 400x                                                              | Stipes                                                            | vermutlich Dornenkrönung Christi |

### Spätgotische Sitzmadonna mit Jesuskind
Es handelt sich um eine ca. 103 Zentimeter große Sitzfigur aus Lindenholz, die auf der Rückseite ausgehöhlt wurde. Das „beachtliche Werk“ wurde von Jörg Stein, einem Bildhauer der spätgotischen Ulmer Schule, um 1470 gefertigt. Ursprünglich hingen die Gewandfalten wahrscheinlich noch über den Sockel. Während des Barocks wurde das Jesuskind bekleidet und zu einer Gliederpuppe umgearbeitet. Im 19. Jahrhundert erfolgte dann eine Übermalung in Blau, sowie der Transport des Kunstwerks zum Bildstock im Pfarrwald, wo es bis circa 1950 verblieb. Zu dieser Zeit wurde die Mindelaltheimer Madonna schließlich restauriert und erhielt hierbei Krone und Zepter, sowie jeweils eine neue Hand für Maria bzw. das Jesuskind. Die Glieder der Figur, die sich heute im Südarm der Heilig-Kreuz-Kirche befindet, wurden wieder unbeweglich gemacht. 

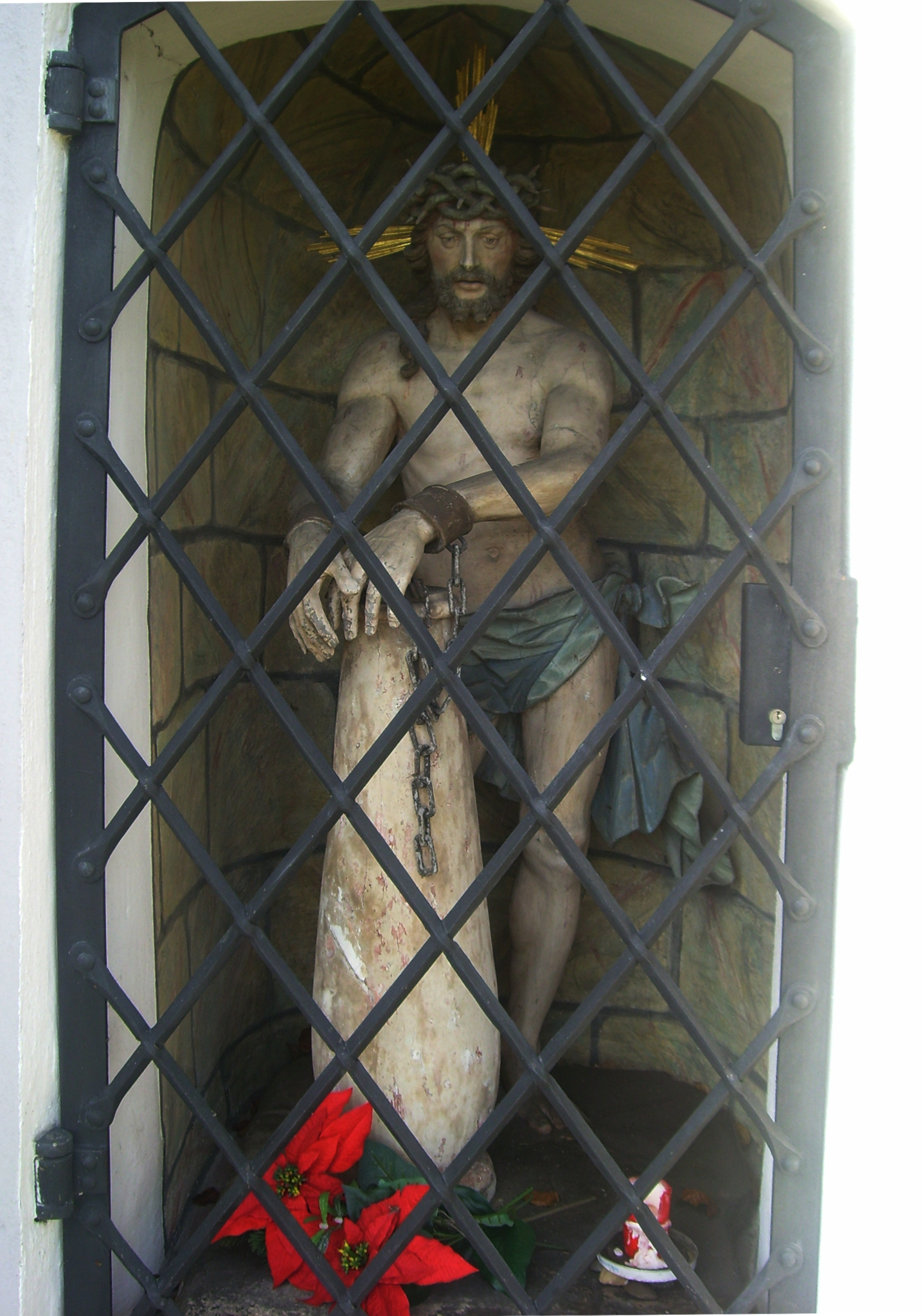
Kerkerheiland in der Außennische

### Epitaphe
Der für das erste Kirchengebäude verantwortliche Priester soll in dessen Chor bestattet worden sein. Sein Epitaph wurde um das Jahr 1800 noch genannt, damals war aber nur noch ein Kelch auf dem Stein zu identifizieren. Schon im Jahr 1910 war die Grabplatte verschwunden. Seine Inschrift soll gelautet haben: „Hier ruht der hochwürdige und wohlgeborene M. G. Bachmann, 42 Jahre Pfarrer dahier, Erbauer dieser Kapelle und Stifter der Bruderschaft zur Todesangst Christi, erster Präses, gestorben im Alter von 65 Jahren.“ An der Westwand des Südarmes befindet sich der Grabstein einer seiner Nachfolger – des Erbauers der Kirche von 1754 – mit folgender Würdigung: „Hier liegt begraben Xaver Denkh, 16 Jahre Pfarrer dahier, Eiferer der Seelen und der Ehre Jesu Christi, hat die Bruderschaft befördert, die Kapelle erweitert und restauriert, † am 23. Mai 1762“.

### Ehemalige Innenkanzel und Bild desGuten Hirten
Bei der letzten großen Renovierung wurde die achteckige Innenkanzel zwischen Chor und Südarm entfernt. Diese war aus Holz, marmoriert und zeigte fünf Bilder von Heiligen, darunter ein Papst, Bischof und Ordensbruder. Auf circa 1700 datiert, stammte sie wahrscheinlich aus dem Albrecht-Bau und wurde als zu groß, sowie als stilistisch unpassend angesehen. Die Kanzeldecke stellte eine neuere Rekonstruktion dar. Heute existiert nur noch die Tür, die von der Sakristei in die Kanzel führte, und durch ein Gemälde des Guten Hirten mit dem Spruchband „Und sie Werden Meine Stimm Hören. Joan : 10“ (Johannes 10 ) geziert wird.

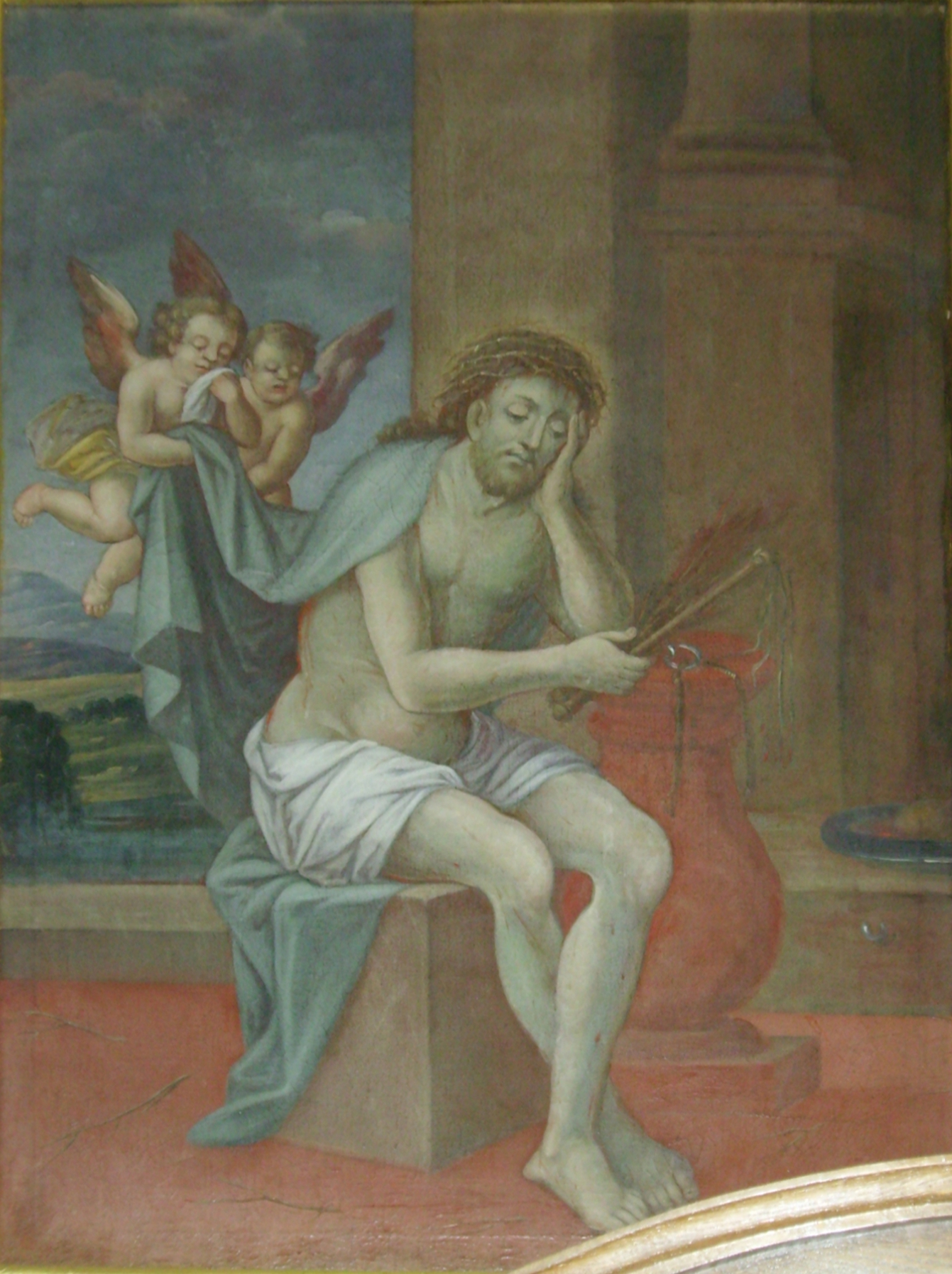
Ölgemälde mit dem Motiv des Christus in der Rast

### Heiliges Grab
Seit 1809 ist ein Heiliges Grab in Mindelaltheim nachgewiesen, wahrscheinlich 1882 erfolgte dessen Überarbeitung. Das jetzige Grab wurde 1913 bei der Schreinermeisterei Georg Saumweber in Günzburg für 522 Mark hergestellt und drei Jahre später elektrifiziert. In den Preis eingerechnet sind Malerarbeiten von Paul Kronwitter – ebenfalls aus Günzburg – und dem Münchner Max Vogt. Seit der unmittelbaren Nachkriegszeit nicht mehr aufgestellt, wurde es Ende des 20. Jahrhunderts auf einem Dachboden wiedergefunden und mithilfe von Spenden instand gesetzt.
Es handelt sich um ein circa fünf Meter hohes Kulissengrab, das eine Art Gebäudeausschnitt mit vier Säulen darstellt und in dessen Mitte sich ein Platz für die Ausstellung des Allerheiligsten befindet. Im Unterbau des Kenotaphs liegt die eigentliche Grabesstätte, dessen Christusfigur jedoch wesentlich älter als 1913 geschätzt wird. Neben den bogenartig angeordneten Schusterkugeln wird das Grab von Kulissen eingerahmt, die beispielsweise Palmen, Engel und römische Soldaten zeigen. Momentan findet eine Aufrichtung zweijährlich jeweils in der Karwoche statt.

### Bruderschaftsfahne
Anfang der neunziger Jahre wurde bei der Renovierung des Mindelaltheimer Pfarrhofs eine Fahne der Bruderschaft der Todesangst Christi aus dem 19. Jahrhundert gefunden. Die in der Kirche ausgestellte Fahne stellt eine 2009 gefertigte, originaltreue Replik dieses ursprünglichen Exemplars dar, da dessen Renovierung nicht mehr möglich war. Metallteile (darunter das Kreuz), Fahnenstange und Quasten konnten allerdings wiederverwendet werden. Das aus grünem Brokat hergestellte Imitat zeigt auf seiner Vorderseite ein Medaillon des Josef von Nazaret, sowie dem Nomen Sacrum auf der Rückseite, und misst 2 auf 1,3 Meter. Die Kosten der Neuanfertigung, die am 12. Juni 2009 geweiht werden konnte, beliefen sich auf circa 6000 Euro. Im Moment ist die Fahne an einer der vorderen Sitzbänke der Kirche befestigt.

### Kerkerheilandin der Außennische
Zwischen Südarm und Chor befindet sich eine Konche, die eine lebensgroße Figur des Kerkerheilands birgt. Die unbiblische Darstellung zeigt den nur mit einem Lendentuch bekleideten, dornengekrönten Christus mit einem Kreuznimbus, wie er übersät mit Wunden, angekettet an einer Geißelsäule steht. Die Statue stellt ein Spätwerk des Künstlers Matthäus Bayer (* 1911; † 1990) aus Heufeld dar. Dieser imitierte die ursprüngliche Figur – welche gestohlen wurde – auf der Basis von Beschreibungen. Ein Eisengitter schützt die Nische, in welcher Mauerwerk malerisch angedeutet wurde.

### Weitere Ausstattungsgegenstände
Den aufgeführten Kunstwerken könnte man Weitere hinzufügen. An den Wänden befinden sich Statuen, die beispielsweise Paulus, Thekla, Antonius, Igantius von Loyola, Aloisius, Franz Xaver und Nepomuk darstellen. Viele dieser Heiligen sind mit der Verehrung des Heiligen Kreuzes in Verbindung zu bringen. Weitere nennenswerte Ausstattungsgegenstände stellen zwei Ölgemälde in den beiden Querarmen der Kirche dar, welche die Motive Christus in der Rast beziehungsweise des Kerkerheilands zeigen. Des Weiteren ist in der Nähe des Eingangsportals ein spätgotisches Vesperbild angebracht. Zwei zueinandergehörende, alte Schränke stehen im Obergeschoss der Sakristei. Laut Karl Bader ist die reiche Ausstattung der Kirche auf die 365-jährige Zugehörigkeit zum Augsburger Dominikanerinnenkloster St. Katharina zurückzuführen.
Neben den erwähnten barocken Putten und einem Retabelbild wurde bei Diebstählen in den Jahren 1979 und 1980 auch ein circa 1,3 Meter großer, hölzerner Geißelheiland aus dem 18. Jahrhundert entwendet, wobei dessen Geißelsäule und Ketten in der Kirche verblieben. Außerdem verschwand ein barocker Leuchterengel. Die 30 bis 40 Zentimeter große Figur war mehrfarbig gestaltet (bis auf die vergoldeten Flügel) und trug ein Füllhorn als Kerzenhalter. Ebenfalls als vermisst wurde ein vergoldeter Messkelch aus dem Jahr 1672 gemeldet.
| Abbildungen weiterer Ausstattungsgegenstände |
| --- |
| - Kanzeltür mit Motiv des Guten Hirten - Spätgotisches Vesperbild in der Nähe des Eingangsportals - Statue eines Heiligen, möglicherweise Ignatius von Loyola, zwischen Nordarm und Chor. Der Rosenkranz könnte demnach nachträglich beigefügt worden sein. - Statue des Johannes Nepomuk zwischen Südarm und Chor - Die Muttergottes erscheint der heiligen Philomena von Rom, Gemälde an der Nordwand des Langhauses - Gemälde der heiligen Helena mit dem Kreuz an der Südwand des Langhauses, signiert von Jakob Auffinger (1808–1871) in Burgau, 1844 - Statue einer Heiligen, wahrscheinlich Thekla (möglicherweise aber auch Afra), an der Südwand des Langhauses - Statue eines Heiligen mit Schwert, wahrscheinlich Paulus, an der Nordwand des Langhauses |

## Die Kirche als Ort der Glaubensausübung

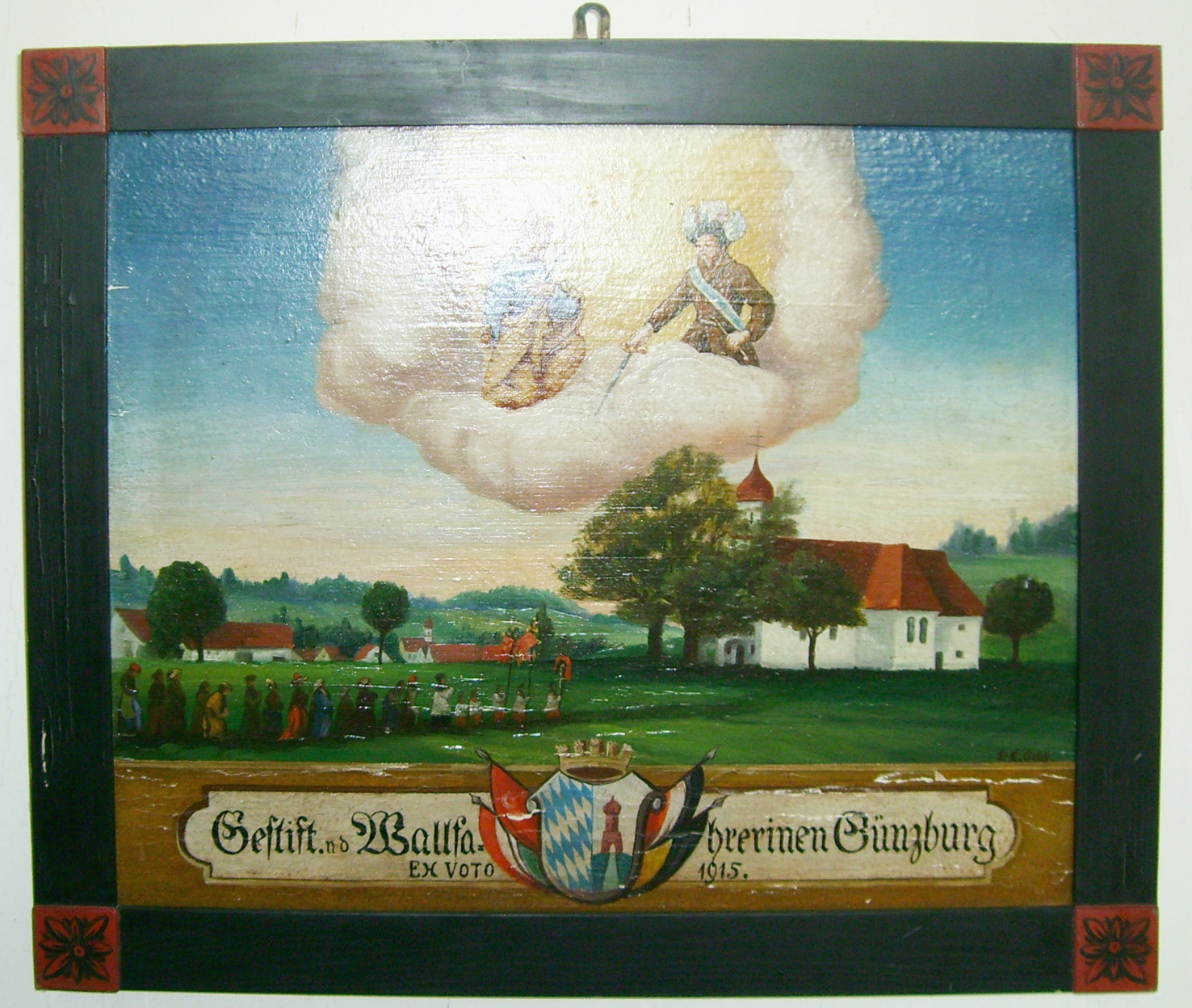
Votivbild Günzburger Wallfahrerinnen aus dem Jahr 1915, welche sich in Prozession vor der Silhouette des Dorfes Mindelaltheim und der Heilig-Kreuz-Kirche dargestellt haben. In einer Wolke thronen (v. l. n. r.) der Heilige Josef mit Lilie, ein nimbiertes Kreuz, sowie eine weitere männliche Figur mit Schwert und einer Art Stab oder Fernrohr. Die Signatur „P.K.Geb.g.“ (unten rechts) stammt möglicherweise vom Günzburger Maler Paul Kronwitter.

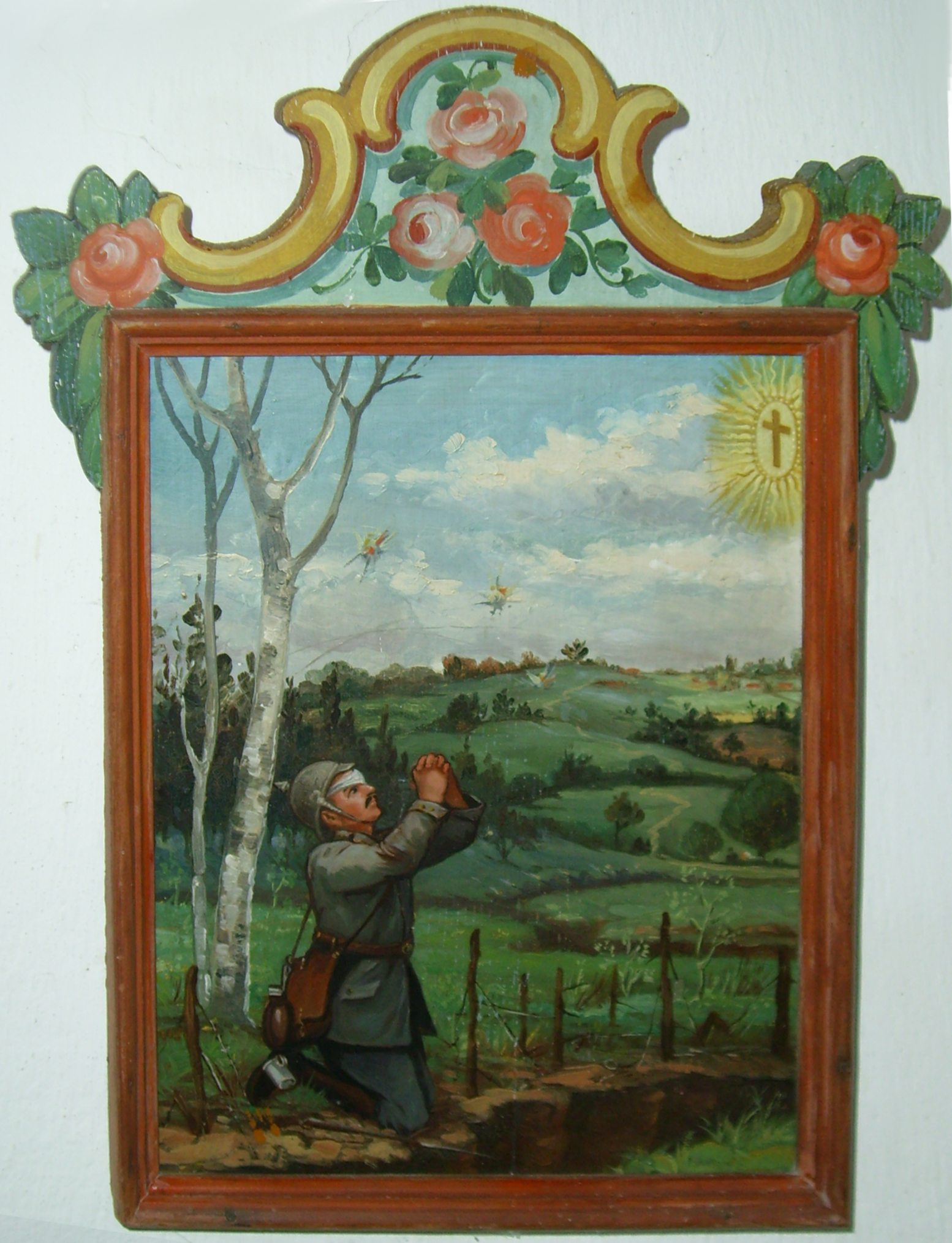
Votivtafel aus der Zeit des Ersten Weltkrieges.

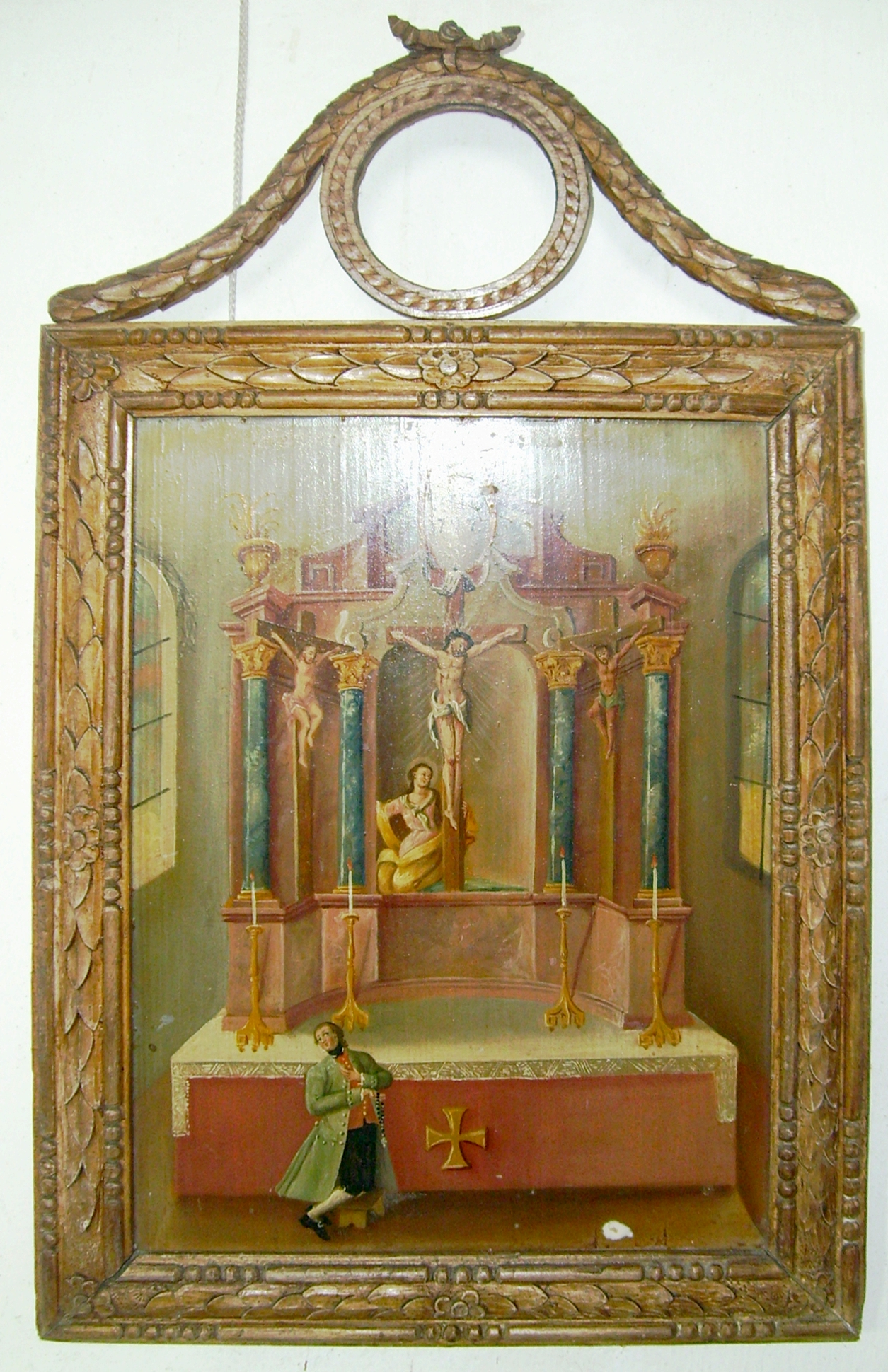
Votivtafel mit der Jahreszahl 1797 in der oberen Bildmitte (hier nicht sichtbar). Man beachte neben der vierteiligen Kreuzigungsgruppe die Existenz des südlichen Chorfensters.

### Wallfahrt
Der damalige Mindelaltheimer Pfarrer Julius Pröbstle beschreibt in seiner Abhandlung über die Heilig-Kreuz-Kirche aus dem Jahr 1910 die Bedeutung derselben als Wallfahrtskirche vor allem während des 18. Jahrhunderts. Für eine große Popularität bei den Gläubigen sprechen nicht nur die Vergrößerungen des Kirchengebäudes, sondern auch Votivtafeln und -gaben, sieben Beichtstühle, die Abhaltung auswärtiger Hochzeiten, sowie die Existenz einer Außenkanzel. Bis in die erste Hälfte des 20. Jahrhunderts pilgerten jedoch regelmäßig Prozessionen aus umliegenden Dörfern zur Kirche. Die meisten Votivtafeln gingen aufgrund der 1953 vollzogenen Innenrenovierung verloren, heute sind nur noch wenige Exemplare erhalten, die an der nördlichen Wand des Nordarmes angebracht sind. Hierzu in gewissem Gegensatz klassifiziert Ludwig Dorn die Heilig-Kreuz-Kirche als „ehemalige, lokalbegrenzte, heute abgeganene  […]“ Pilgerstätte.

### Die BruderschaftDer Todesangst Christi
Pfarrer Georg Bachmann gründete zwischen 1668 und 1698 die Bruderschaft zum Guten Tod, welche später in Bruderschaft der Todesangst Christi umbenannt wurde. Aus dem Jahr 1698 ist jedenfalls eine päpstliche Bestätigung, samt vollkommenem Ablass, von Innozenz XII. erhalten. Angeblich bereits unter dessen Pontifikat hatte die Bruderschaft circa 4000 Mitglieder. Ähnlich wie an anderen Wallfahrtsorten, handelte es sich um einen Zusammenschluss katholischer Männer und Frauen, deren Ziel es – laut einem Satzungsschreiben aus dem Jahr 1818 – war „dem aus Liebe zu uns leidenden und sterbenden Erlöser den gebührenden Dank abzustatten“, sowie „ihn zu bitten, daß er uns wolle beystehen in allen unseren Noethen, Anliegen und Aengsten, besonders aber in unserer Todesangst, damit wir nach einem guten Tod, an dem alles gelegen ist, die Früchte seines bitteren Leidens und Sterbens in dem Himmel genießen mögen.“ Hierzu empfahl die Bruderschaft ihren Mitgliedern Vorschriften zu deren Gebets- und Frömmigkeitsleben. Die Bruderschaft existierte noch nach dem Zweiten Weltkrieg, über ihr Ende sind jedoch keine genauen Informationen bekannt.

### Eremitentum
Sicherlich von 1707 bis 1793 lebten bei Heilig Kreuz Eremiten, die teilweise dem Augustinerorden angehörten. Während der Sommermonate bewohnten die Einsiedler eine Hütte, die an die Sakristei der Kirche angebaut war (und ihr vielleicht deshalb den Namen Eremitenwohnung gab), im Winter bezogen sie ein Haus im Dorf Mindelaltheim.

## Rezeption
Auch wenn die Fresken der Kirche von der Fachliteratur eher negativ bewertet werden (siehe Abschnitt zur Freskierung), trifft diese Einschätzung nicht auf das Gotteshaus selbst zu. Im Physikatsbericht des Landgerichts Burgau wird es 1861 als „hübsch gebaute […] Feldkapelle“ beschrieben. Der damalige Pfarrer von Mindelaltheim, Julius Pröbstle, wertete 1910 die Kirche als „eine wunderbare Zierde der Gegend“ sowie als „reizende[s] Kirchlein“ und „kostbares Kleinod“. Rudolf Weser schrieb 1917 in seinem Aufsatz über die Maler Anton und Johann Baptist Enderle: „[D]ie ganze Barockarchitektur ist wunderbar fein abgestimmt, es ist baulich eine ganz eigenartig schöne und das Auge befriedigende Anlage.“ Alois Wohlhaupter bezeichnete den Sakralbau 1950 in seiner Abhandlung über Joseph Dossenberger als „typisches schwäbisches Wallfahrtskirchlein“. Der Mindelaltheimer Karl Bader maß 2011 dem Gotteshaus „überregionale Bedeutung“ aufgrund seiner Architektur und Ausstattung bei.